# Liste von Söhnen und Töchtern der Stadt Bukarest
Aufgeführt sind Personen, die in der rumänischen Hauptstadt Bukarest geboren wurden und mit einem Artikel in der deutschsprachigen Wikipedia versehen sind.

## 19. Jahrhundert

### 1801–1880

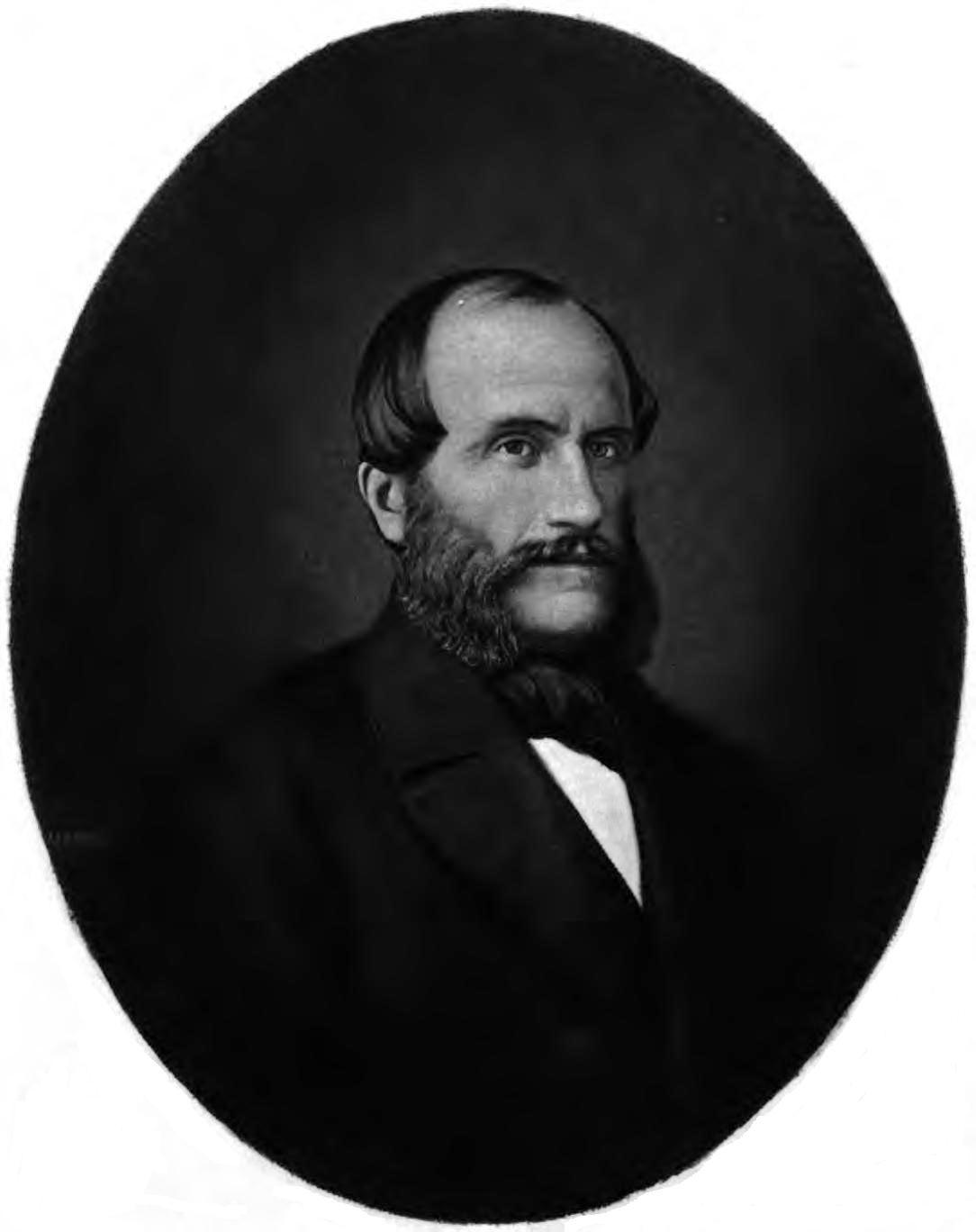
Barbu Catargiu
(1807–1862)

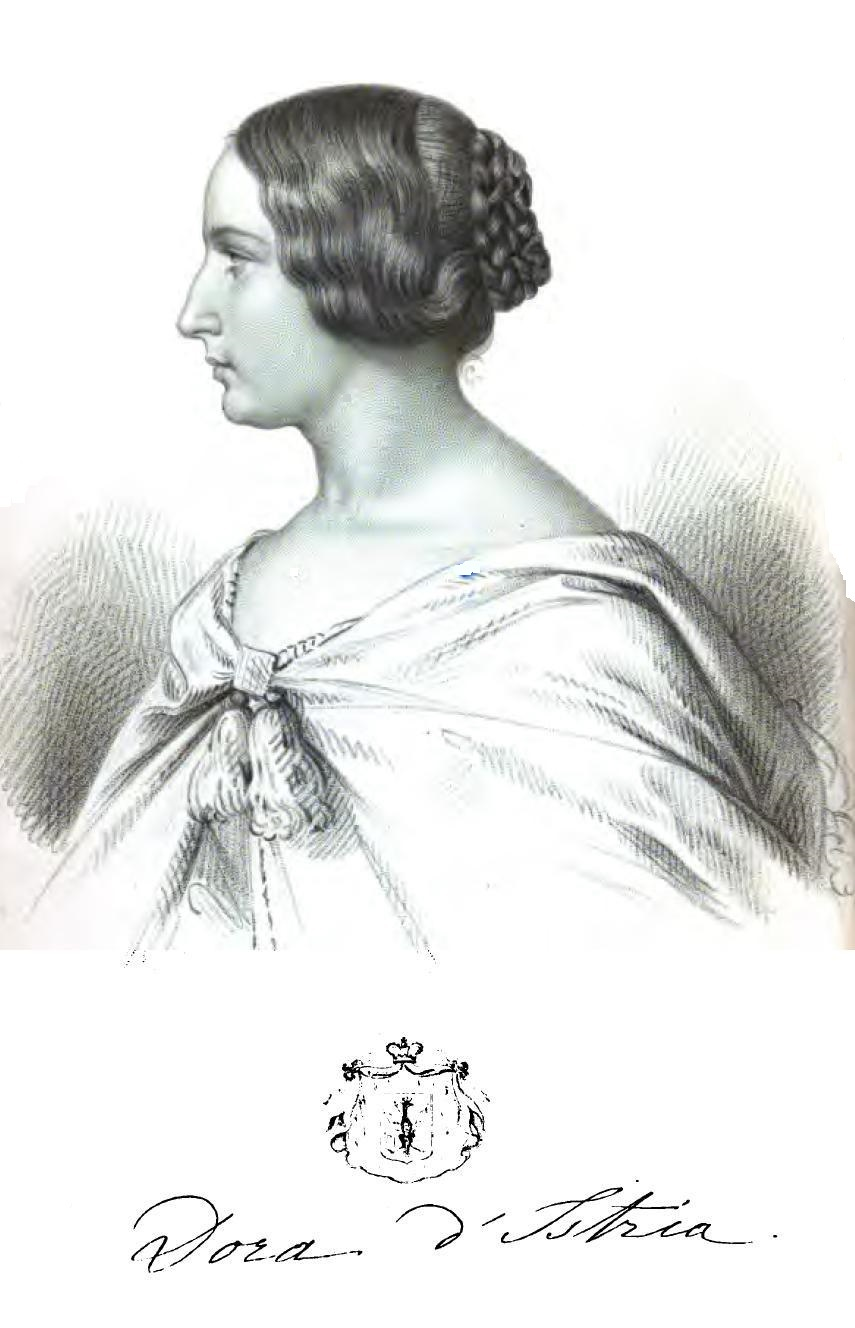
Dora d’Istria
(1828–1888)

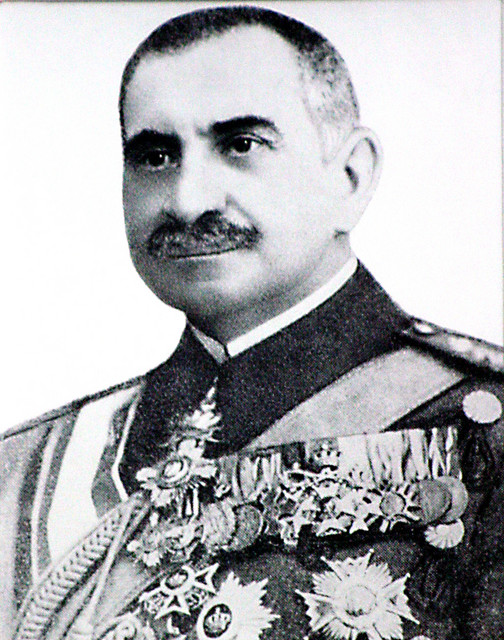
Gheorghe Manu
(1833–1911)

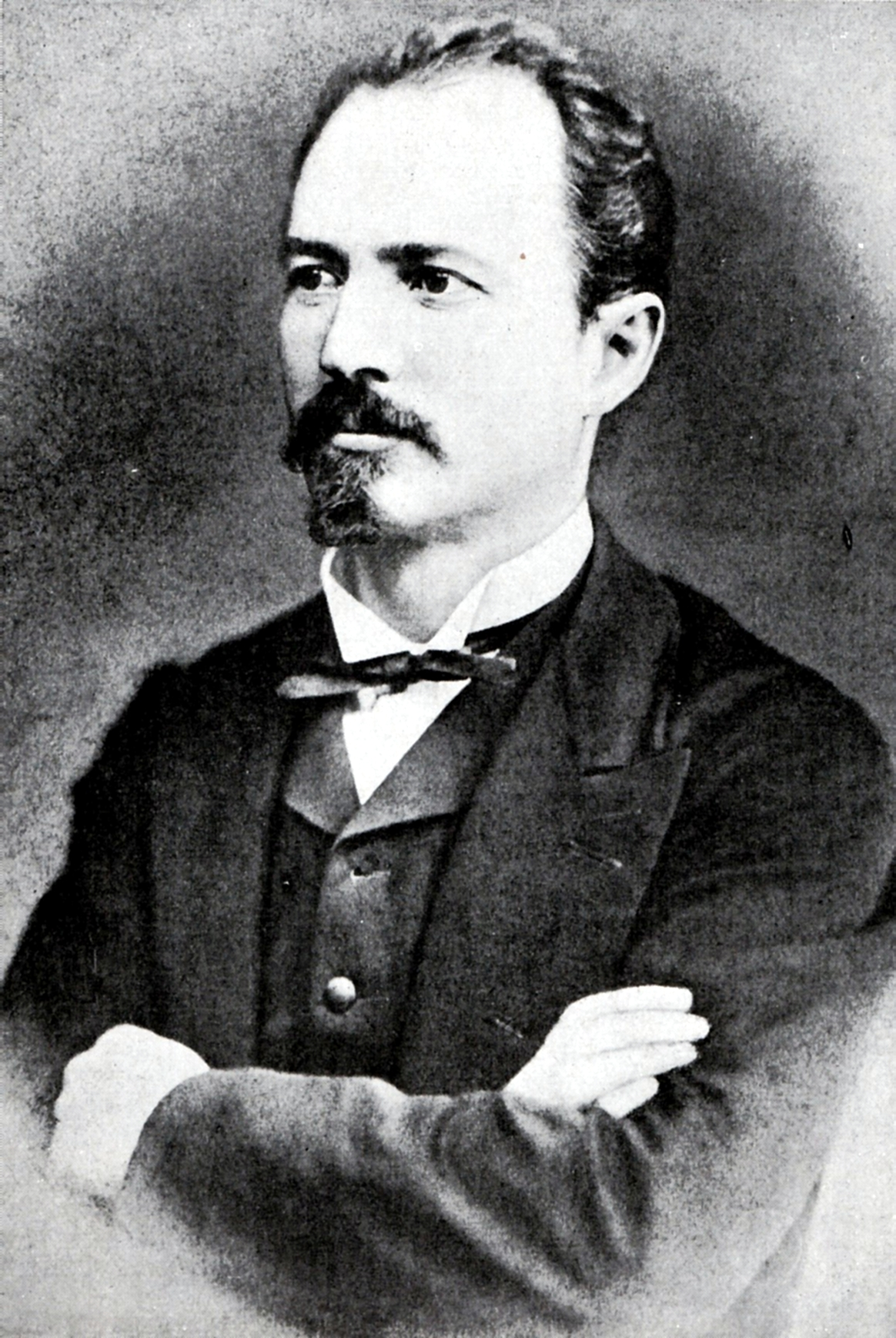
Nicolae Grigorescu
(1838–1907)

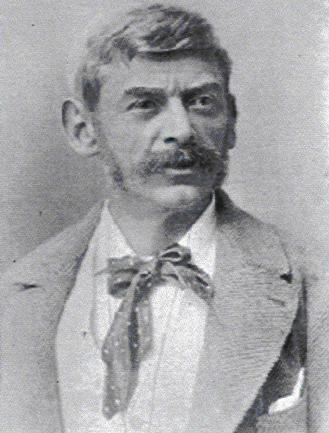
Adolf Albin
(1848–1920)

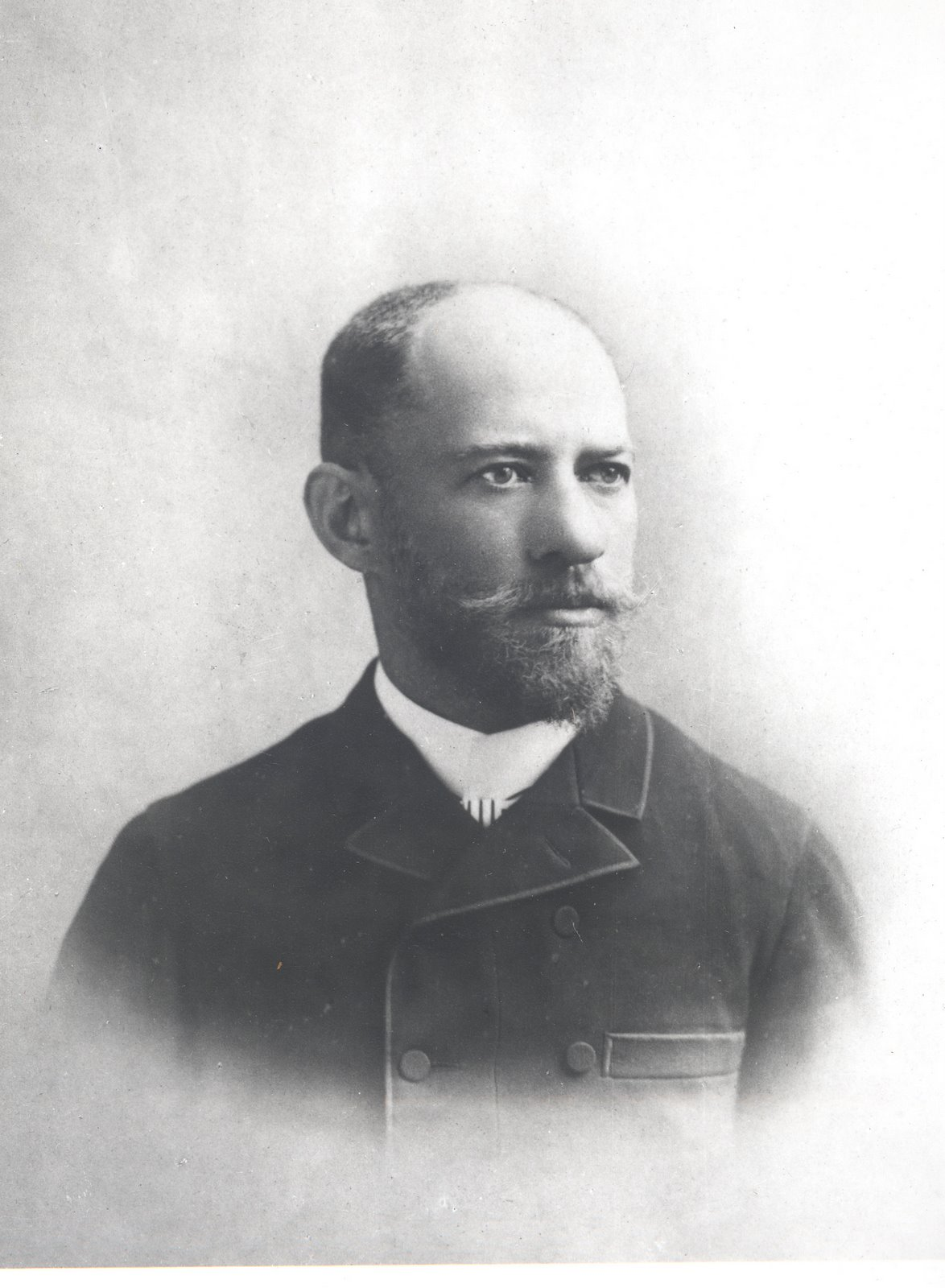
Julio Popper
(1857–1893)

- Barbu Catargiu (1807–1862), Politiker
- Nicolae Crețulescu (1812–1900), Arzt, Diplomat und Politiker
- Constantin Bosianu (1815–1882), Jurist und Politiker
- Ion Ghica (1816–1897), Mathematiker und Politiker
- Nicolae Bălcescu (1819–1852), Historiker und Schriftsteller
- Alexandru G. Golescu (1819–1881), Politiker
- Dora d’Istria (1828–1888), rumänisch-albanische Schriftstellerin
- Gheorghe Manu (1833–1911), General, Politiker und Staatsmann
- Alexandru Odobescu (1834–1895), Schriftsteller, Archäologe, Politiker und Hochschullehrer
- Nicolae Grigorescu (1838–1907), Maler
- Adolf Albin (1848–1920), Schachmeister und -theoretiker
- Ion Andreescu (1850–1882), Maler
- George Stephănescu (1853–1925), Komponist, Dirigent und Musikpädagoge
- Alexandru Macedonski (1854–1920), Schriftsteller
- Moses Gaster (1856–1939), sephardischer Oberrabbiner Englands 1887–1918, jüdischer Gelehrter und Volkskundler
- Julio Popper (1857–1893), Kartograph von Havanna, Freimaurer
- Barbu Ștefănescu Delavrancea (1858–1918), Schriftsteller, Rechtsanwalt und Politiker
- Raoul Gunsbourg (1860–1955), Operndirektor, Schriftsteller und Komponist
- Moses Schnirer (1860–1941), Arzt und Zionist
- Lazăr Edeleanu (1861–1941), Chemiker
- Gheorghe Marinescu (1863–1938), Neurologe und Neuropathologe
- Hélène Vacaresco (1864–1947), rumänisch-französische Schriftstellerin
- Franz Kneisel (1865–1926), US-amerikanischer Bratschist und Musikpädagoge rumänischer Herkunft
- Henri Negresco (1868–1920), französischer Hotelbesitzer rumänischer Herkunft
- Nicolae Paulescu (1869–1931), Physiologe, Entdecker des Insulins
- Ion Scărlătescu (1872–1922), Pianist, Komponist, Musikpädagoge und Schriftsteller
- Frederic Storck (1872–1942), Bildhauer
- Ernst Stern (1876–1954), rumänisch-deutscher Bühnen-, Szenen-, Kostümbildner und Grafiker
- Apcar Baltazar (1880–1909), rumänischer Maler armenischer Abstammung
- Tudor Arghezi (1880–1967), Schriftsteller
- Jean Alexandru Steriadi (1880–1956), Maler und Grafiker
- Erhard Wolff (1880–1965), schweizerisch-rumänischer Industrieller

### 1881–1890
- Iosif Iser (1881–1958), Maler

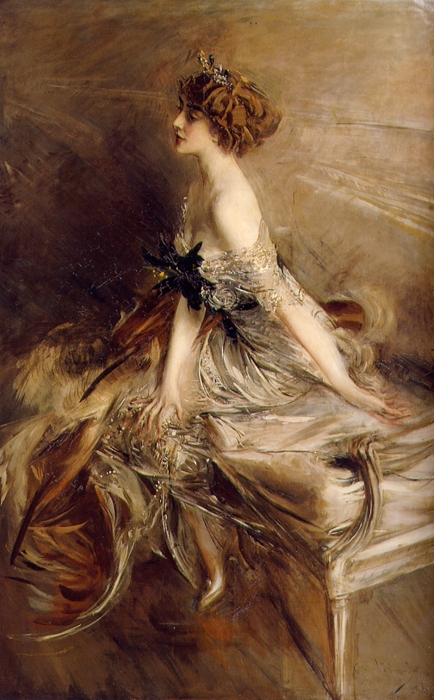
Marthe Bibesco
(1886–1973)

- Abe Schwartz (1881–1963), rumänisch-US-amerikanischer Komponist, Geiger, Pianist und Orchesterleiter
- Wilhelm Filderman (1882–1963), Politiker
- Traian Lalescu (1882–1929), Mathematiker
- Ștefania Mărăcineanu (1882–1944), Physikerin
- Blanche Zélia Joséphine Delacroix (1883–1948), morganatische Ehefrau des belgischen Königs Leopold II.
- Marthe Bibesco (1886–1973), französische Schriftstellerin
- Henri Marie Coandă (1886–1972), Physiker und Aerodynamiker
- George Topîrceanu (1886–1937), Dichter, Lyriker und Verfasser von Kurzgeschichten
- Cella Delavrancea (1887–1991), Pianistin und Musikpädagogin
- Simion Stoilow (1887–1961), Mathematiker
- Emanuel Alfieri (1889–1964), Drehbuchautor und Filmproduktionsleiter
- Grigoraș Dinicu (1889–1949), Komponist und Violinist
- Jacob Levy Moreno (1889–1974), österreichisch-US-amerikanischer Arzt, Psychiater, Soziologe und der Begründer des Psychodramas, der Soziometrie und der Gruppenpsychotherapie
- Joseph Schubert (1890–1969), Geheimbischof der römisch-katholischen Kirche in Rumänien

### 1891–1900

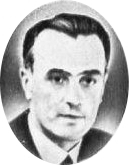
Grigore Gafencu
(1892–1957)

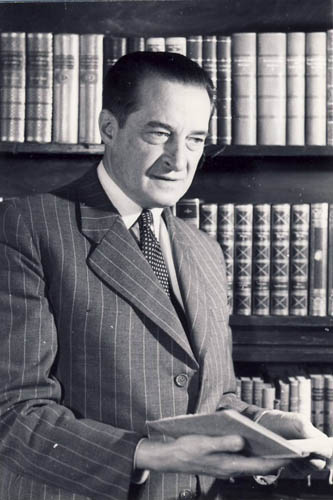
Oscar Walter Cisek
(1897–1966)

- Oscar Han (1891–1976), Autor und Bildhauer
- Radu Crutzescu (1892–1947), Diplomat
- Grigore Gafencu (1892–1957), Journalist, Diplomat und Politiker
- Alfred Alessandrescu (1893–1959), Komponist, Dirigent, Pianist, Musikwissenschaftler und Musikkritiker
- Edward G. Robinson (1893–1973), US-amerikanischer Schauspieler
- Mihail Andricu (1894–1974), Komponist, Pianist, Musikkritiker und -pädagoge
- Elvira Popescu (1894–1993), Schauspielerin
- Clara Haskil (1895–1960), Pianistin
- Marcel Janco (1895–1984), rumänisch-israelischer Künstler, Schriftsteller und Architekt
- Ion Pas (1895–1974), Autor und Politiker (Partidul Comunist Român)
- Alexandru Rosetti (1895–1990), Linguist, Phonetiker, Romanist und Rumänist
- Theodor Zwölfer (1895–1988), deutscher Historiker und Archivar
- Oscar Walter Cisek (1897–1966), Schriftsteller und Diplomat
- Alexandru Proca (1897–1955), rumänisch-französischer Physiker
- Dumitru Alimănișteanu (1898–1973), rumänischer Finanzminister
- Marcel Hellmann (1898–1986), Filmproduzent, Produktionsleiter und Filmkaufmann
- Dumitru Hubert (1899–1934), Pilot und Bobfahrer
- Valeriu Marcu (1899–1942), Schriftsteller
- Paul Nedelcovici (1899–1948), Rugbyspieler
- Bella Spewack (1899–1990), US-amerikanische Drehbuchautorin rumänischer Herkunft
- Saul Osias (1900–1984), Anarchist und kommunistischer Revolutionär

## 20. Jahrhundert

### 1901–1910

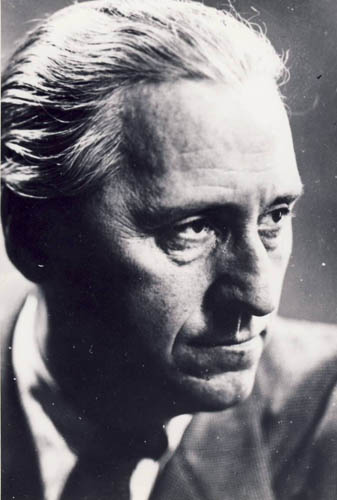
Theodor Rogalski
(1901–1954)

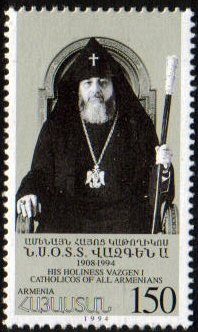
Wasgen I.
(1908–1994)

- Leon Lichtblau (1901–1938), rumänischer militanter Kommunist und sowjetischer Statistiker während des Großen Terrors
- Theodor Rogalski (1901–1954), Komponist
- John Houseman (1902–1988), US-amerikanisch-britischer Film- und Theaterschauspieler, Filmproduzent, Drehbuchautor und Filmregisseur
- Ion Gheorghe Maurer (1902–2000), Jurist und kommunistischer Politiker
- Ilie G. Murgulescu (1902–1991), Physikochemiker, Autor und Politiker
- Vasile Christescu (1902–1939), Althistoriker
- Costin Nenitzescu (1902–1970), Chemiker
- Sașa Pană (1902–1981), Lyriker, Novellist und Kurzgeschichten-Schreiber
- Savu Petra Dan (1903–1986), rumänisch-israelischer Maler
- Alfred Bonfert (1904–1993), rumäniendeutscher Politiker
- Bucur Clejan (1904–1975), Arzt
- Emilian Bratu (1904–1991), Chemieingenieur
- Athanase Joja (1904–1972), Rechtsanwalt, Philosoph, Hochschullehrer, Diplomat und Politiker (Partidul Comunist Român)
- Mircea Sfetescu (1905–?), Rugbyspieler
- Alexandru Papană (1906–1946), Pilot und Bobfahrer
- Dumitru Petrescu (1906–1969), Politiker
- Mircea Eliade (1907–1986), Religionshistoriker, Essayist und Romancier
- Eugen Sfetescu (1907–?), Rugbyspieler
- Jean David (1908–1993), rumänisch-israelischer Maler und Grafiker
- Corneliu Robe (1908–1969), Fußballspieler
- Șerban Țițeica (1908–1985), Physiker
- Wasgen I. (1908–1994), Oberster Patriarch und Katholikos aller Armenier in der Armenischen Apostolischen Kirche
- Otto Ackermann (1909–1960), Dirigent
- Eliza Hansen (1909–2001), deutsche Klavierpädagogin, Pianistin und Cembalistin rumäniendeutscher Herkunft
- Richard Wurmbrand (1909–2001), lutherischer Pfarrer
- Alexandru Borbely (1910–1987), Fußballspieler
- Teodor Cosma (1910–2011), Pianist und Dirigent
- Gheorghe Hapciuc (1910–1972), Radrennfahrer
- Alfred Mendelsohn (1910–1966), Komponist
- Hedda Sterne (1910–2011), US-amerikanische Künstlerin

### 1911–1920

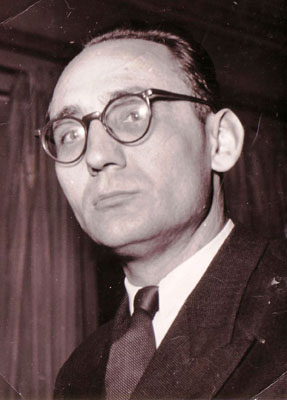
Grigore Preoteasa
(1915–1957)

- Traian Iordache (1911–1999), Fußballspieler und -trainer
- Constantin Tudose (1911–1954), Radrennfahrer
- Dina Cocea (1912–2008), Schauspielerin
- Horia Liman (1912–2002), rumänisch-schweizerischer Journalist und Schriftsteller
- Lucien Goldmann (1913–1970), französischer Philosoph und Literaturtheoretiker jüdisch-rumänischer Herkunft
- Gheorghe Negoescu senior (1913–1997), Radrennfahrer
- Maria Tănase (1913–1963), Sängerin
- Gheorghe Rădulescu (1914–1991), Politiker
- Gică Petrescu (1915–2006), Komponist und Schlagersänger
- Grigore Preoteasa (1915–1957), Journalist, Politiker und von 1955 bis 1957 Außenminister von Rumänien
- Petre Rădulescu (1915–1980), Fußballspieler
- Silviu Brucan (1916–2006), kommunistischer Politiker, Diplomat und bedeutender Kritiker des Regimes von Nicolae Ceauşescu
- Iulian Gociman (1916–?), Radrennfahrer
- Dinu Lipatti (1917–1950), Pianist und Komponist
- Mircea Chiriac (1919–1994), Komponist
- Gheorghe Popescu (1919–2001), Fußballspieler und -trainer, Präsident des rumänischen Fußballverbandes
- Radu Florian (1920–1991), Fußballspieler
- Henry Mălineanu (1920–2000), Komponist, Dirigent und Songwriter
- Alexandru Pașcanu (1920–1989), Komponist und Musikpädagoge

### 1921–1930

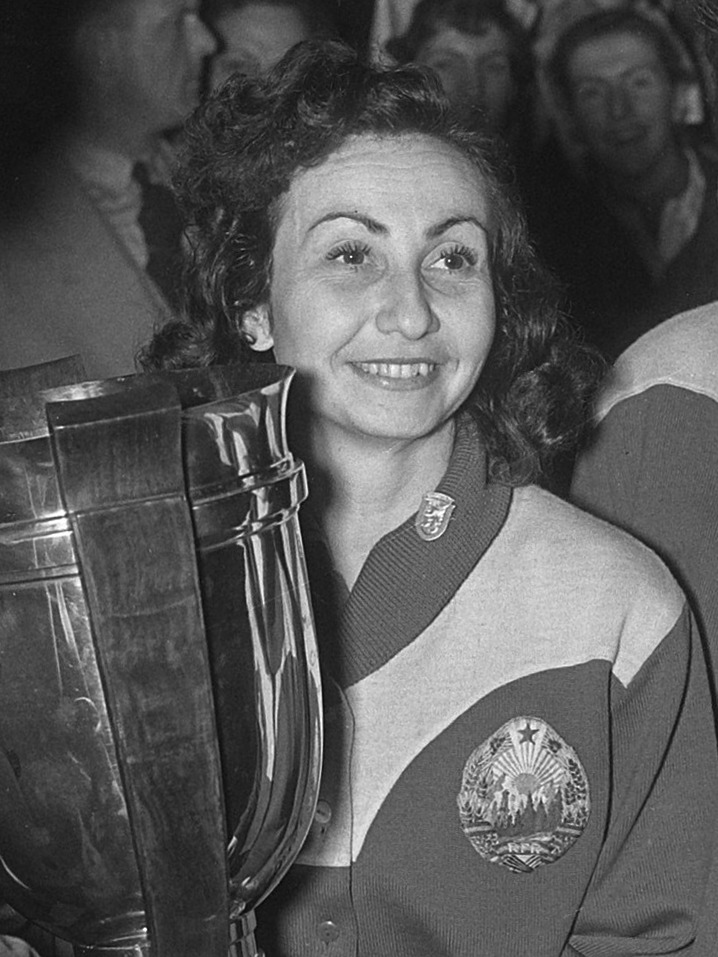
Angelica Rozeanu
(1921–2006)

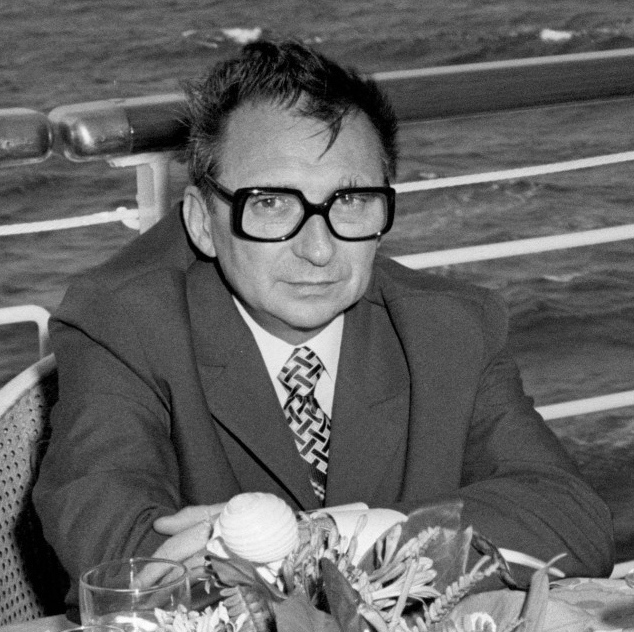
Ion Mihai Pacepa
(1928–2021)

- Angelica Adelstein-Rozeanu (1921–2006), Tischtennisspielerin
- Mircea Basarab (1921–1995), Dirigent, Komponist und Hochschullehrer
- Nicolae Dumitrescu (1921–1999), Fußballspieler und -trainer
- Radu Câmpeanu (1922–2016), Politiker
- Randolph Louis Braham (1922–2018), US-amerikanischer Historiker
- Marcel Müller-Wieland (1922–2015), Schweizer Pädagoge und Philosoph
- Valentin Stănescu (1922–1994), Fußballspieler und -trainer
- Alexandru Vona (1922–2004), Schriftsteller und Architekt
- Dan Berindei (1923–2021), Historiker und Publizist
- Liviu Ciulei (1923–2011), Schauspieler, Filmregisseur, Bühnenbildner, Theaterleiter und -regisseur
- Nadia Gray (1923–1994), Filmschauspielerin und Sängerin
- Constantin Marinescu (* 1923), Fußballspieler
- Eugen Barbu (1924–1993), Schriftsteller, Journalist, Übersetzer und Politiker
- Aurel Bentu (1924–2004), Fußballschiedsrichter
- Constantin Niță (* 1924), Politiker und Diplomat
- Toma Caragiu (1925–1977), Schauspieler
- Marius Constant (1925–2004), französischer Komponist und Dirigent rumänischer Herkunft
- Ion Dumitrescu (1925–1999), Sportschütze
- Mîndru Katz (1925–1978), israelischer Pianist rumänischer Herkunft
- Camil Roguski (1925–2012), Architekt
- Eugen Weber (1925–2007), US-amerikanischer Historiker
- Dionis Bubani (1926–2006), albanischer Schriftsteller
- Dan Harden (1926–2014), Schauspieler
- Pascal Bentoiu (1927–2016), Komponist
- Eugen Gmeiner (1927–1977), kanadisch-österreichischer Organist
- Nicolae Herlea (1927–2014), Opernsänger
- Henry Herscovici (1927–2022), israelischer Sportschütze
- Sergiu Comissiona (1928–2005), rumänisch-israelisch-US-amerikanischer Dirigent und klassischer Geiger
- Nicolae Dumitru (1928–2005), Fußballspieler und -trainer
- Ion Mihai Pacepa (1928–2021), Generalleutnant des rumänischen Geheimdienstes Securitate
- Adrian Rațiu (1928–2005), Komponist und Musikpädagoge
- Paul Urmuzescu (1928–2018), Komponist
- Roswith Capesius (1929–1984), Ethnologin, Kunsthistorikerin, Malerin, Schriftstellerin
- Gheorghe Dolgu (1929–2017), Politiker, Wirtschaftswissenschaftler, Hochschullehrer und Diplomat
- Edith Gross (* 1929), Künstlerin
- Ion Constantinescu (* 1930), Politiker

### 1931–1940

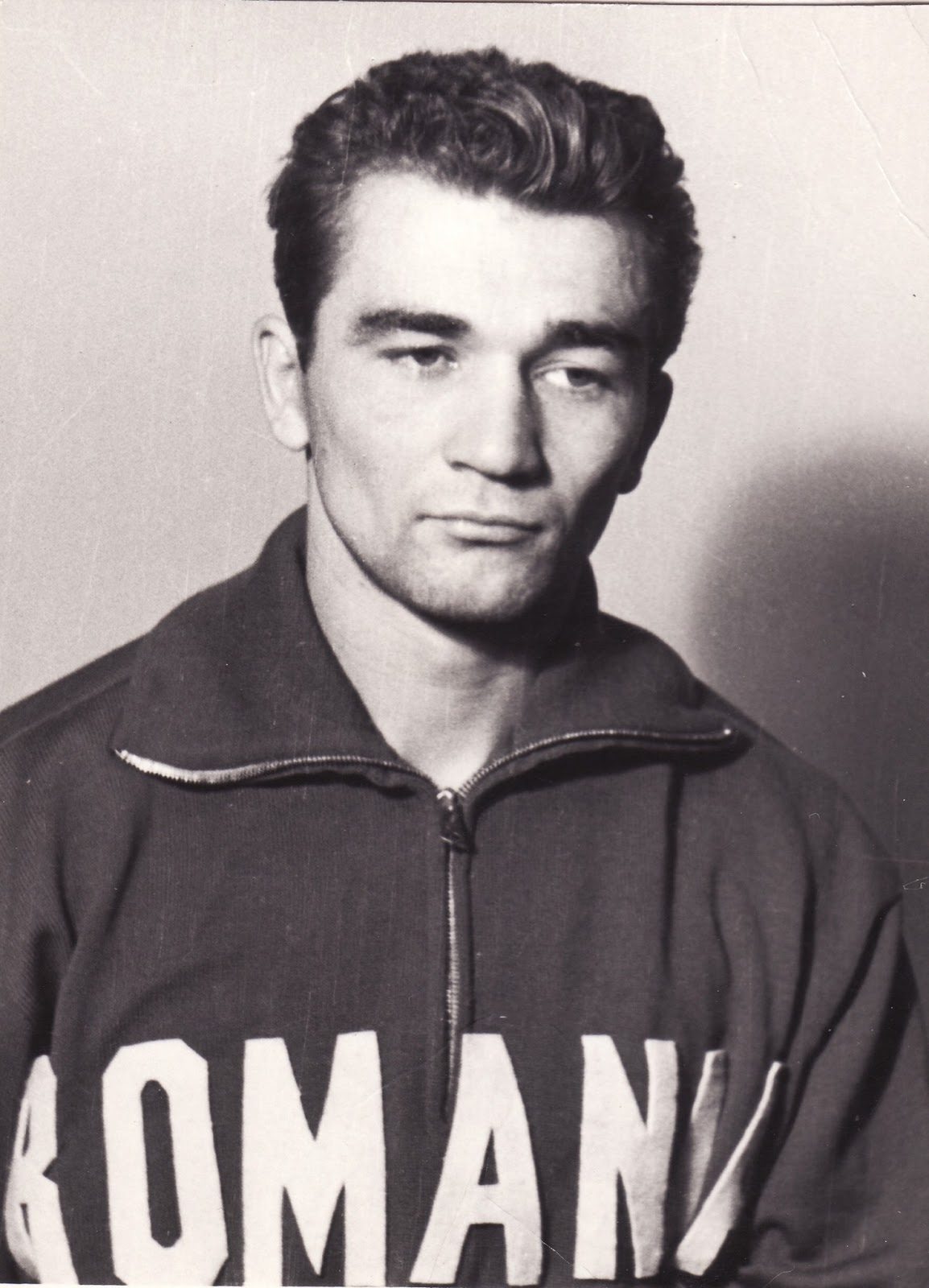
Constantin Dumitrescu
(* 1931)

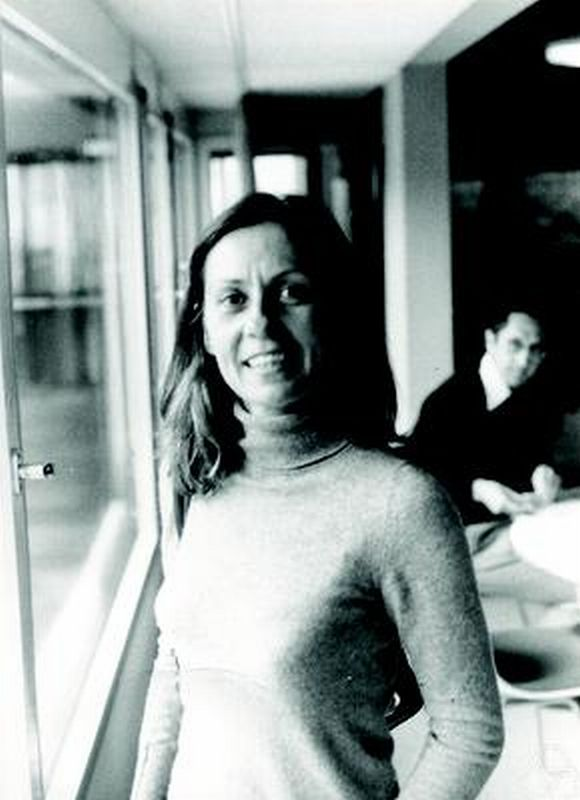
Alexandra Bellow
(1935–2025)

David Esrig
(* 1935)

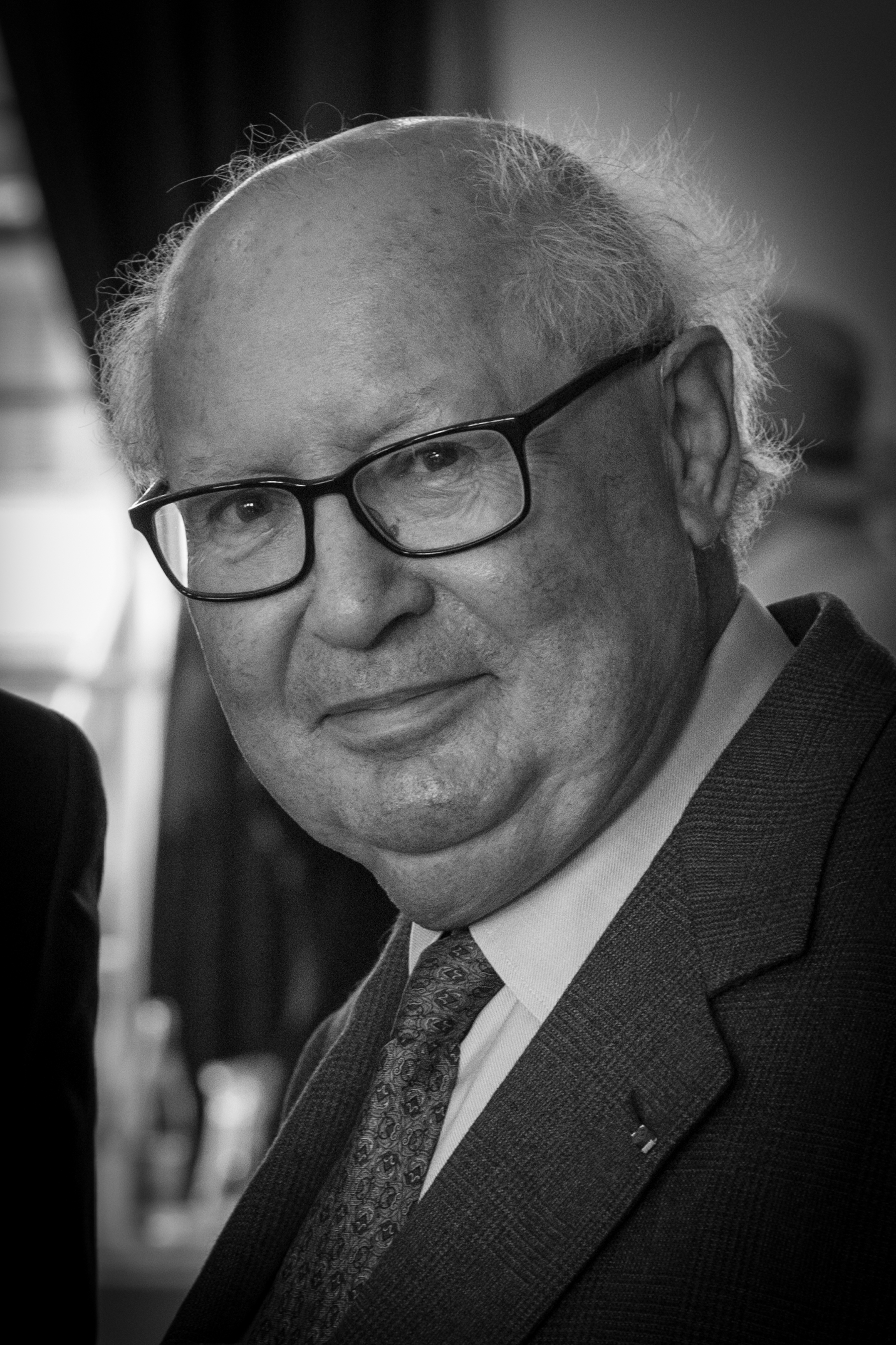
Serge Klarsfeld
(* 1935)

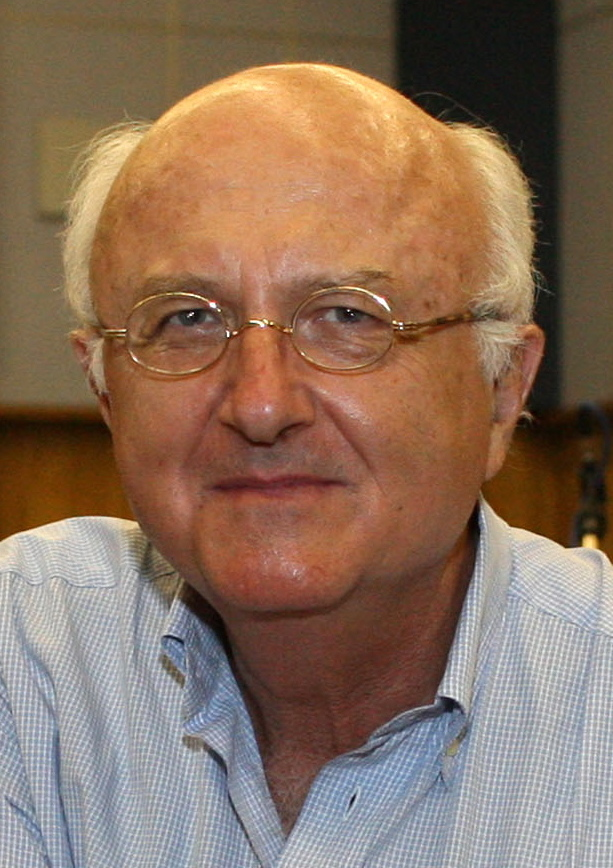
Vladimir Cosma
(* 1940)

- Mosko Alkalai (1931–2008), rumänisch-israelischer Theater- und Filmschauspieler
- Dan Constantinescu (1931–1993), Komponist
- Constantin Dumitrescu (* 1931), Boxer
- Nora Iuga (* 1931), Dichterin und Übersetzerin
- Dumitru Macri (1931–2024), Fußballspieler und -trainer
- Myriam Marbe (1931–1997), Komponistin
- Radu Bălescu (1932–2006), Physiker
- Ion Bogdan Băluță (* 1932), Politiker
- Victor Ciocâltea (1932–1983), Schachspieler
- Sorin Stati (1932–2008), italienischer Romanist, Rumänist, Germanist und Sprachwissenschaftler rumänischer Herkunft
- Aurel Stroe (1932–2008), Komponist und Musikpädagoge
- Ewalt Zweyer (1932–2023), Journalist
- Andrei Blaier (1933–2011), Filmregisseur und Drehbuchautor
- Emilian Dobrescu (* 1933), Wirtschaftswissenschaftler und Schachkomponist
- Traian Ivănescu (1933–2019), Fußballspieler und -trainer
- Draga Olteanu Matei (1933–2020), Schauspielerin
- Victor Rebengiuc (* 1933), Schauspieler
- Mircea Albulescu (1934–2016), Schauspieler
- Ștefan Bârlea (1934–2014), Politiker
- Gheorghe Dinică (1934–2009), Schauspieler
- Carmen Hanganu (1934–2024), rumänisch-deutsche Opern-, Operetten-, Lied-, Konzert- und Oratoriensängerin
- Gideon Rodan (1934–2006), US-amerikanischer Biochemiker und Osteopath
- Leon Rotman (* 1934), Kanute
- Vasile Alexandru (* 1935), Fußballspieler
- Alexandra Bellow (1935–2025), Mathematikerin
- Nicolae Brânduș (1935–2023), Komponist
- David Esrig (* 1935), Regisseur
- Peter Herbolzheimer (1935–2010), deutscher Posaunist und Bandleader
- Serge Klarsfeld (* 1935), französischer Rechtsanwalt und Historiker
- Elisabeta Polihroniade (1935–2016), Schachspielerin und -autorin
- Nicolae Rotaru (1935–2009), Sportschütze
- Maria Vicol (1935–2015), Florettfechterin und Weltmeisterin
- Petre Ivănescu (1936–2022), Handballspieler und -trainer
- Damian Luca (* 1936), Musiker
- Valentin Plătăreanu (1936–2019), Schauspieler und Schauspiellehrer
- Mitică Popescu (1936–2023), Schauspieler
- Gheorghe Tomozei (1936–1997), Schriftsteller und Journalist
- John de Chastelain (* 1937), Diplomat und Soldat
- Carol Dina (1937–2012), Politiker
- Gheorghe Ene (1937–2009), Fußballspieler
- Radu Gabrea (1937–2017), rumänisch-deutscher Filmregisseur, Drehbuchautor und Produzent
- Marin Moraru (1937–2016), Schauspieler
- Dumitru Țepeneag (* 1937), Übersetzer und Schriftsteller
- Grigore Constantinescu (1938–2020), Musikwissenschaftler und -pädagoge
- Marin Karmitz (* 1938), rumänischstämmiger französischer Filmproduzent, Drehbuchautor und Filmregisseur
- Paul Neagu (1938–2004), britisch-rumänischer Zeichner, Bildhauer, Maler und Performance Artist
- Colette Avital (* 1939), rumänisch-israelische Diplomatin und Politikerin
- Ilie Constantin (1939–2020), Lyriker, Essayist und Übersetzer
- Florin Halagian (1939–2019), Fußballspieler und -trainer
- Constantin Ștefan (1939–2012), Fußballspieler und -trainer
- Benjamin Wechter (1939–2017), sowjetisch-moldawischer Theoretischer Physiker und Hochschullehrer
- Peter J. Bickel (* 1940), US-amerikanischer Statistiker und Hochschullehrer
- Vladimir Cosma (* 1940), Filmkomponist und Dirigent
- Cornel Fugaru (1940–2011), Sänger, Musiker, Liedtexter und Komponist
- Gheorghe Gruia (1940–2015), Handballspieler, Weltmeister
- Vintilă Ivănceanu (1940–2008), österreichischer Theaterregisseur und Schriftsteller der Wiener Postmoderne rumänischer Herkunft
- Nicolae Lupescu (1940–2017), Fußballspieler und -trainer

### 1941–1950

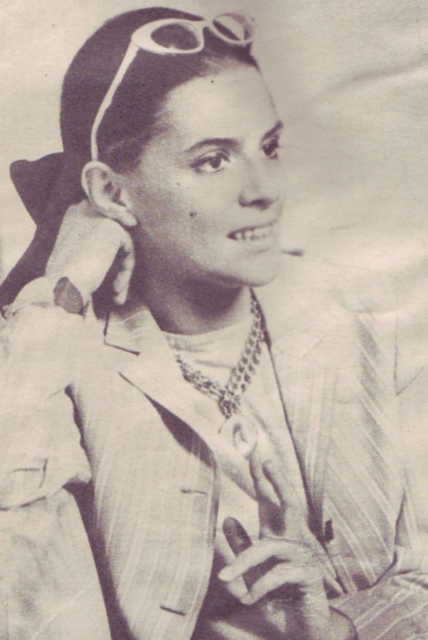
Irina Petrescu
(1941–2013)

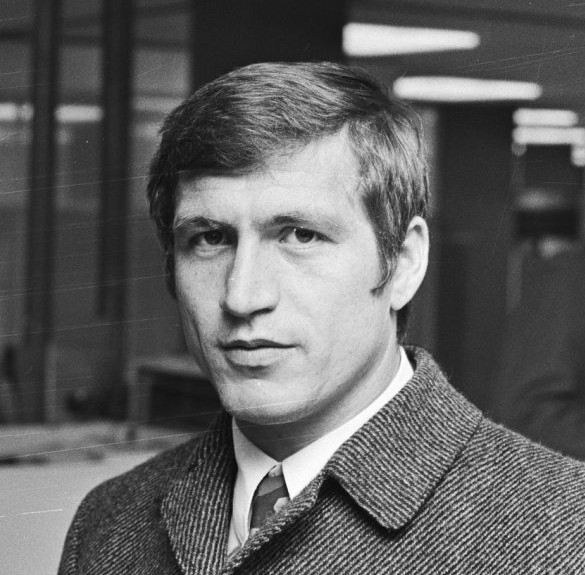
Radu Nunweiller
(* 1944)

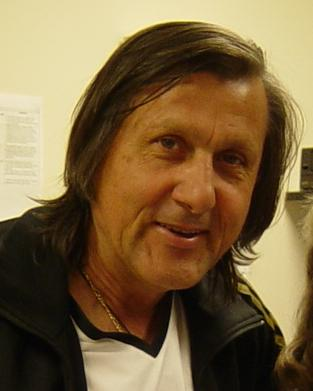
Ilie Năstase
(* 1946)

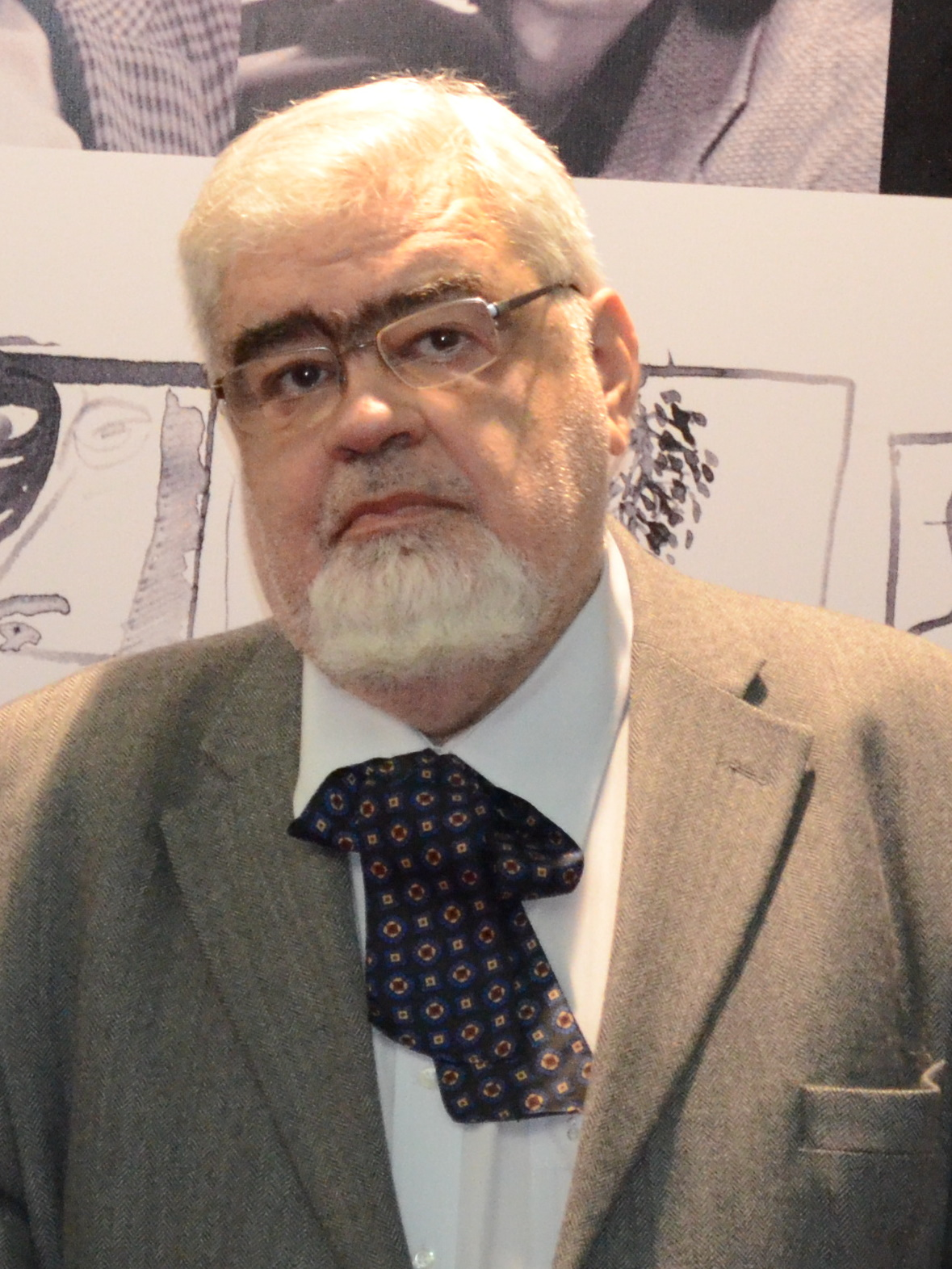
Andrei Pleșu
(* 1948)

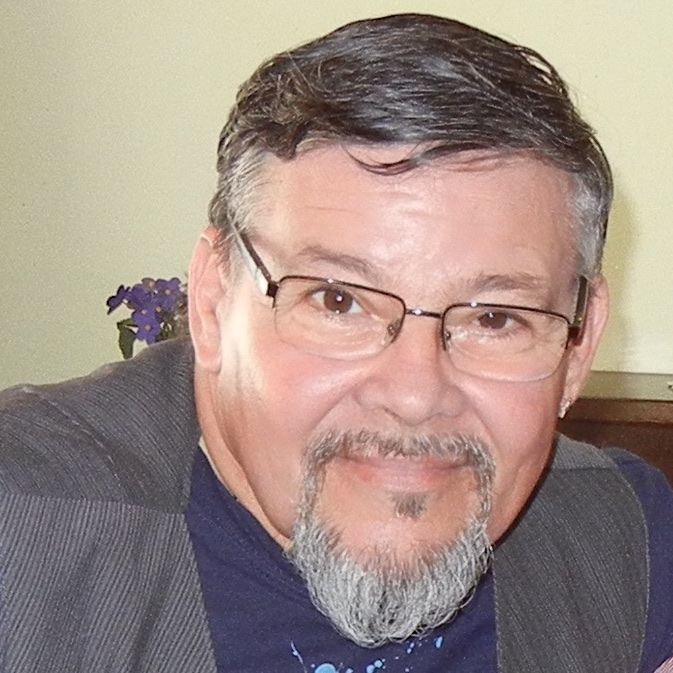
Corneliu Stroe
(1949–2017)

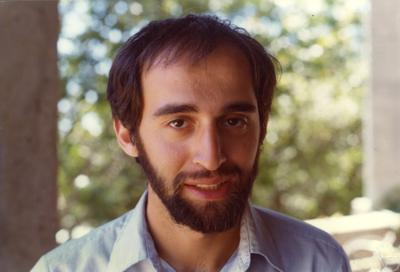
Sergiu Klainerman
(* 1950)

#### 1941–1945
- Iosif Culineac (1941–2022), Wasserballspieler
- Ritzi Jacobi (1941–2022), Künstlerin
- Ion Pârcălab (* 1941), Fußballspieler
- Irina Petrescu (1941–2013), Schauspielerin
- Ilinca Tomoroveanu (1941–2019), Schauspielerin
- Iosif Varga (1941–1992), Fußballspieler und -trainer
- Alexandru Cizek (* 1942), mittellateinischer Philologe
- Sergio Ferrero (* 1942), italienischer Künstler und Extremsportler
- Constantin Frățilă (1942–2016), Fußballspieler
- Anneli Ute Gabanyi (* 1942), deutsche Politikwissenschaftlerin, Philologin und Journalistin
- Dieter Kurth (* 1942), deutscher Ägyptologe
- Horațiu Rădulescu (1942–2008), französischer Komponist rumänischer Herkunft
- Costin Miereanu (* 1943), französischer Komponist und Musikwissenschaftler rumänischer Herkunft
- Michael Radulescu (1943–2023), österreichischer Komponist, Organist, Dirigent und Hochschullehrer deutsch-rumänischer Herkunft
- Marius Robescu (1943–1985), Schriftsteller
- Marcel Roșca (* 1943), Sportschütze
- Gerhard Cerny (* 1944), Schriftsteller
- Florin Gheorghiu (* 1944), Schachmeister
- Petre Ninosu (1944–2008), Wirtschaftswissenschaftler und Politiker
- Radu Nunweiller (* 1944), Fußballspieler und -trainer
- Ana Pascu (1944–2022), Fechterin
- Maya Badian (* 1945), kanadische Komponistin, Musikpädagogin und -wissenschaftlerin
- Dumitru Dumitriu (* 1945), Fußballspieler und -trainer
- Mircea Lucescu (* 1945), Fußballspieler und -trainer
- Nicolae Neguț (* 1945), Ringer
- Avraham Poraz (* 1945), israelischer Jurist und Politiker

#### 1946–1950
- Viorica Dumitru (* 1946), Kanutin
- Elena Giurcă (1946–2013), Ruderin
- Andrei Marga (* 1946), Philosoph, Politikwissenschaftler, Politiker und Universitätsprofessor
- Ilie Năstase (* 1946), Tennisspieler, Politiker und Sportfunktionär
- Petre Roman (* 1946), Politiker
- Liana Alexandra (1947–2011), Komponistin und Musikpädagogin
- Mihaela Peneș (1947–2024), Leichtathletin
- Valentin Petculescu (* 1947), rumänischer Komponist, Musikkritiker und Schriftsteller
- Mihai Șubă (* 1947), Schachgroßmeister
- Victor Zilberman (* 1947), Boxer
- Adrian Enescu (1948–2016), Komponist, Dirigent und Musikproduzent
- Alexander Friedmann (1948–2008), rumänisch-österreichischer Facharzt für Psychiatrie und Neurologie
- Șerban Ioan (* 1948), Hochspringer
- Alexandru Neagu (1948–2010), Fußballspieler
- Andrei Pleșu (* 1948), Philosoph, Kunsthistoriker und Politiker
- Grete Tartler (* 1948), Lyrikerin und Übersetzerin
- Zoia Ceaușescu (1949–2006), Tochter von Nicolae Ceaușescu
- Vladimir Mendelssohn (1949–2021), Komponist und Professor für Musik am Koninklijk Conservatorium Den Haag an der Folkwang Universität der Künste
- Gelu Nitu (* 1949), Theater- und Filmschauspieler
- Lia Roberts (* 1949), Politikerin
- Victor Stoichiță (* 1949), rumänisch-spanischer Kunstwissenschaftler
- Corneliu Stroe (1949–2017), Jazz-Schlagzeuger und Perkussionist
- Corneliu Vadim Tudor (1949–2015), Politiker
- Dan-Virgil Voiculescu (* 1949), rumänisch-US-amerikanischer Mathematiker
- Mircha Carven (* 1950), Schauspieler
- Mircea Cinteză (* 1950), Arzt und Politiker
- Victor Dolipschi (1950–2009), Ringer
- Dudu Georgescu (* 1950), Fußballspieler und -trainer
- Dan Grecu (1950–2024), Kunstturner
- Sergiu Klainerman (* 1950), rumänisch-US-amerikanischer Mathematiker
- Adrian Năstase (* 1950), Politiker
- Dan-Mircea Popescu (* 1950), Politiker

### 1951–1960

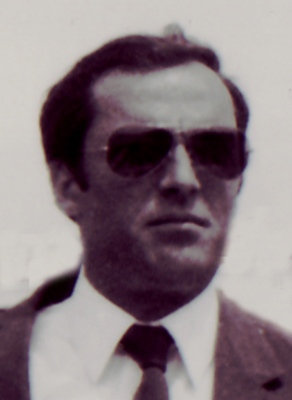
Nicu Ceaușescu
(1951–1996)

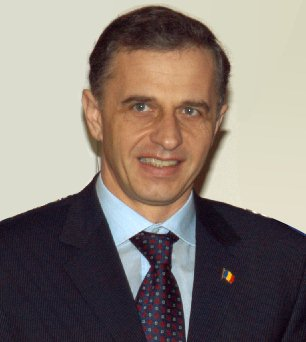
Mircea Geoană
(* 1958)

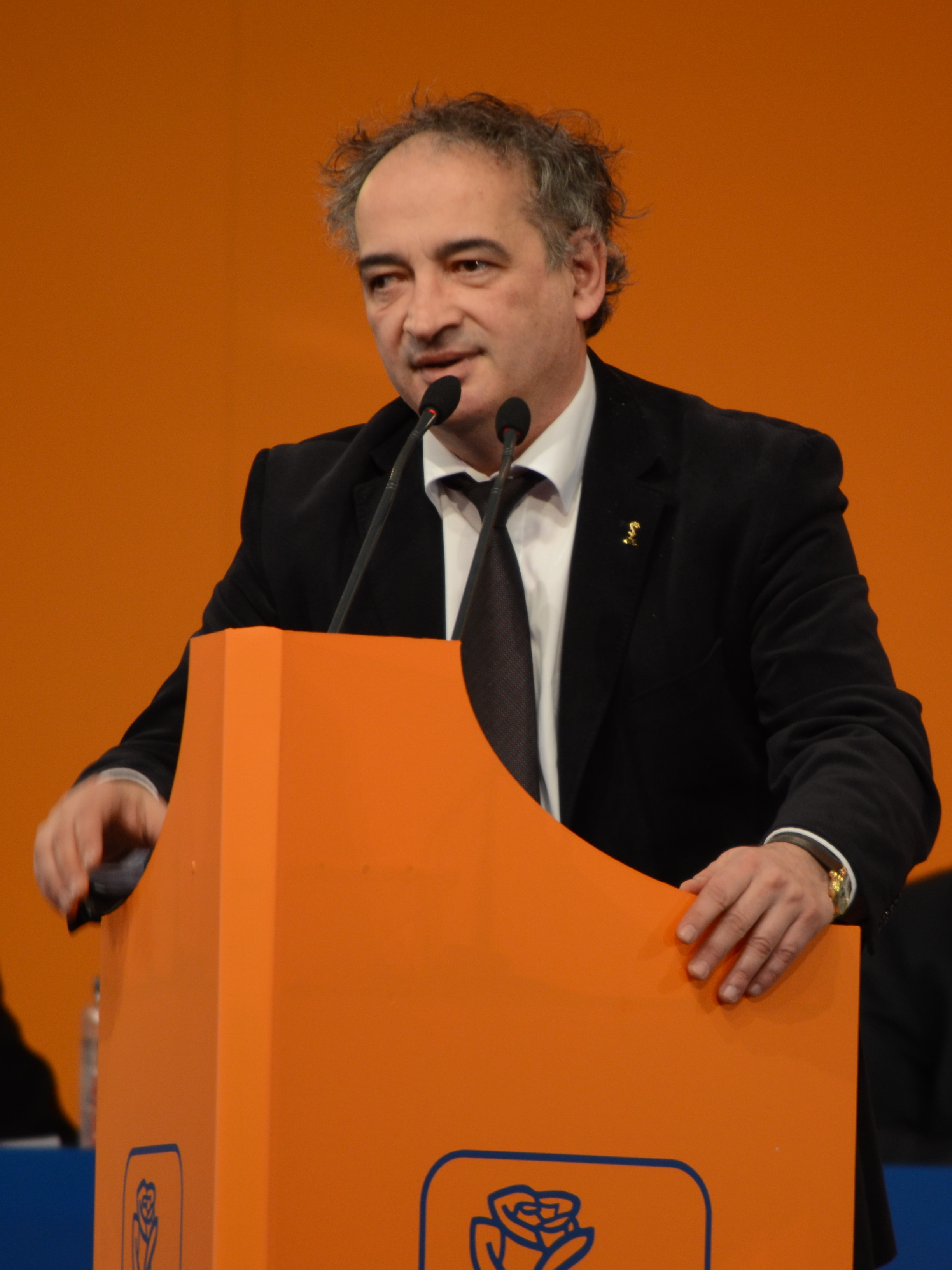
Traian Ungureanu
(* 1958)

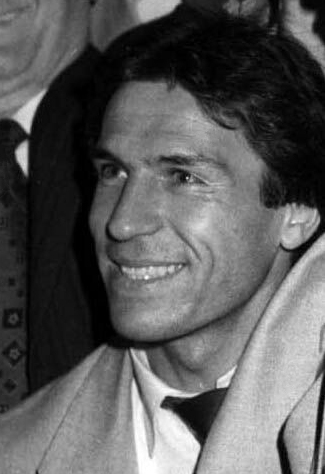
Lucian Bălan
(1959–2015)

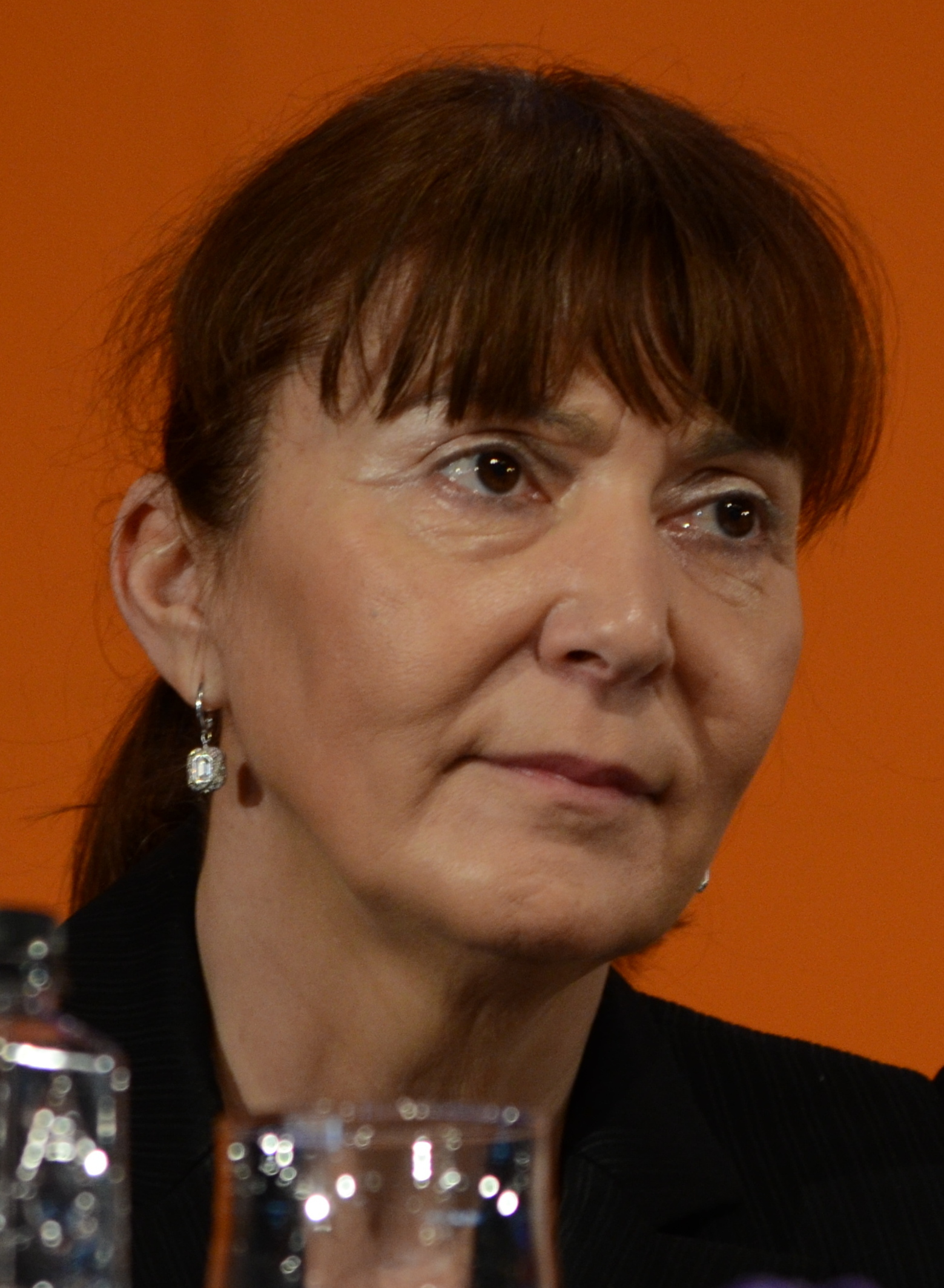
Monica Macovei
(* 1959)

#### 1951–1955
- Paul Cazan (* 1951), Fußballspieler
- Nicu Ceaușescu (1951–1996), Politiker
- Matei Hoffmann (* 1951), deutscher Diplomat, Botschafter
- Adrian Iorgulescu (* 1951), Komponist und Politiker
- Sorin Oprescu (* 1951), Arzt und Politiker
- Doina Rotaru (* 1951), Komponistin
- Costică Ștefănescu (1951–2013), Fußballspieler und -trainer
- Epaminondas Chiriacopol (* 1952), französischer Komponist rumänischer Herkunft
- Maia Ciobanu (* 1952), Komponistin
- Călin Popescu-Tăriceanu (* 1952), Politiker und von 2004 bis 2008 Ministerpräsident von Rumänien
- Gabriel Sandu (1952–1998), Fußballspieler
- Violeta Dinescu (* 1953), Pianistin, Komponistin und Professorin
- Florin Georgescu (* 1953), Wirtschaftswissenschaftler und Politiker
- Adriana Hölszky (* 1953), Komponistin und Pianistin
- Corneliu Marin (* 1953), Fechter
- Florin Marin (* 1953), Fußballspieler und -trainer
- Viorel Năstase (* 1953), Fußballspieler
- Alexander Bălănescu (* 1954), Violinist
- Nicolae Manea (1954–2014), Fußballspieler und -trainer
- Marin Mustață (1954–2007), Fechter
- Şerban Nichifor (* 1954), Cellist und Komponist
- Marcel Răducanu (* 1954), Fußballspieler
- Mircea Simon (* 1954), Boxer
- Mihai Stoichiță (* 1954), Fußballspieler und -trainer
- Alexandru Athanasiu (* 1955), Politiker und Jurist
- Alexandru Nicolae (* 1955), Fußballspieler

#### 1956–1960
- Mircea Cărtărescu (* 1956), Schriftsteller
- Dumitru Moraru (* 1956), Fußballspieler
- Cristian Tudor Popescu (* 1956), Journalist und Schriftsteller
- Georg Teutsch (* 1956), deutscher Hydrogeologe und Hochschullehrer
- Michael Cretu (* 1957), Musikproduzent
- Elena Dobrițoiu (* 1957), Ruderin
- Tudor Dumitrescu (1957–1977), Pianist und Komponist
- Vasile Oprea (* 1957), Handballspieler und Handballtrainer
- Mircea Geoană (* 1958), Politiker und von 2000 bis 2004 Außenminister Rumäniens
- Ioan Marius Lăcraru (* 1958), Geiger und Bratschist
- Oana Lungescu (* 1958), Journalistin
- Radu Mihăileanu (* 1958), rumänisch-französischer Filmregisseur
- Mihaela Pogăcean (* 1958), Hürdenläuferin
- Traian Ungureanu (* 1958), Politiker und Journalist
- Horst-Hans Bäcker (* 1959), rumäniendeutscher Dirigent und Komponist
- Lucian Bălan (1959–2015), Fußballspieler
- Claudiu Bleonț (* 1959), Schauspieler, Komiker und Fernsehmoderator
- Cristian Diaconescu (* 1959), Rechtswissenschaftler, Diplomat und Politiker
- Michael Fieger (* 1959), deutsch-schweizerischer katholischer Theologe
- Monica Macovei (* 1959), Politikerin
- Laura Manolache (* 1959), Musikwissenschaftlerin und Komponistin
- Adrian Proteasa (* 1959), Hochspringer
- Dan Puric (* 1959), Schauspieler, Pantomime und Theaterregisseur
- Gheorghe Lăutaru (1960–2010), Radrennfahrer
- Ion Marin (* 1960), rumänisch-österreichischer Dirigent und Musikpädagoge
- Marian Rada (* 1960), Fußballspieler und -trainer

### 1961–1970

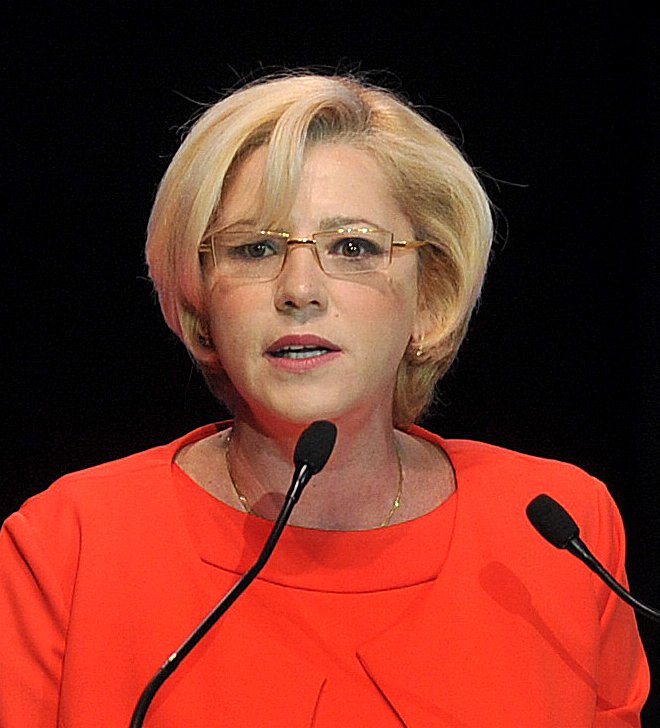
Corina Crețu
(* 1967)

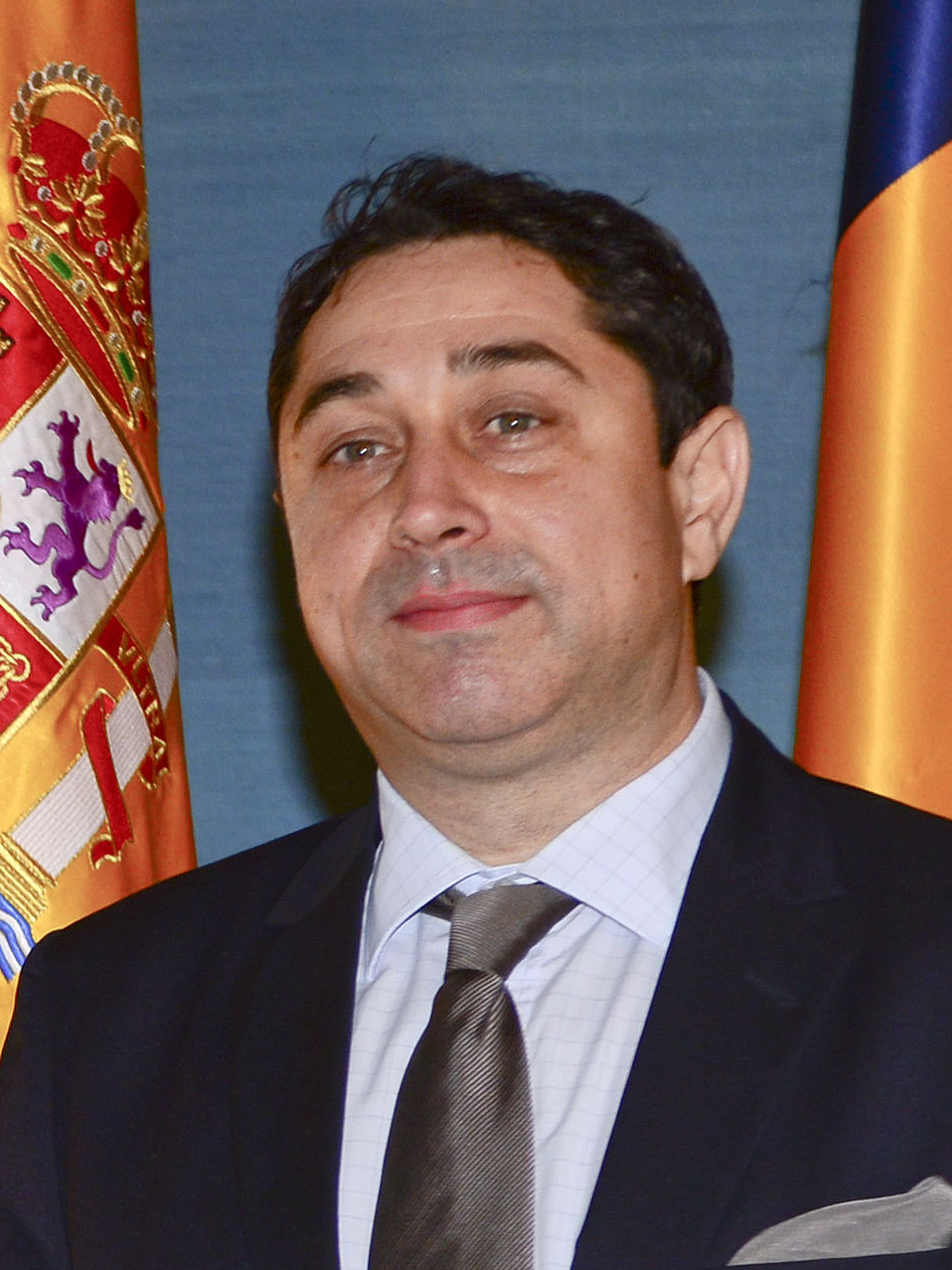
Cristian David
(* 1967)

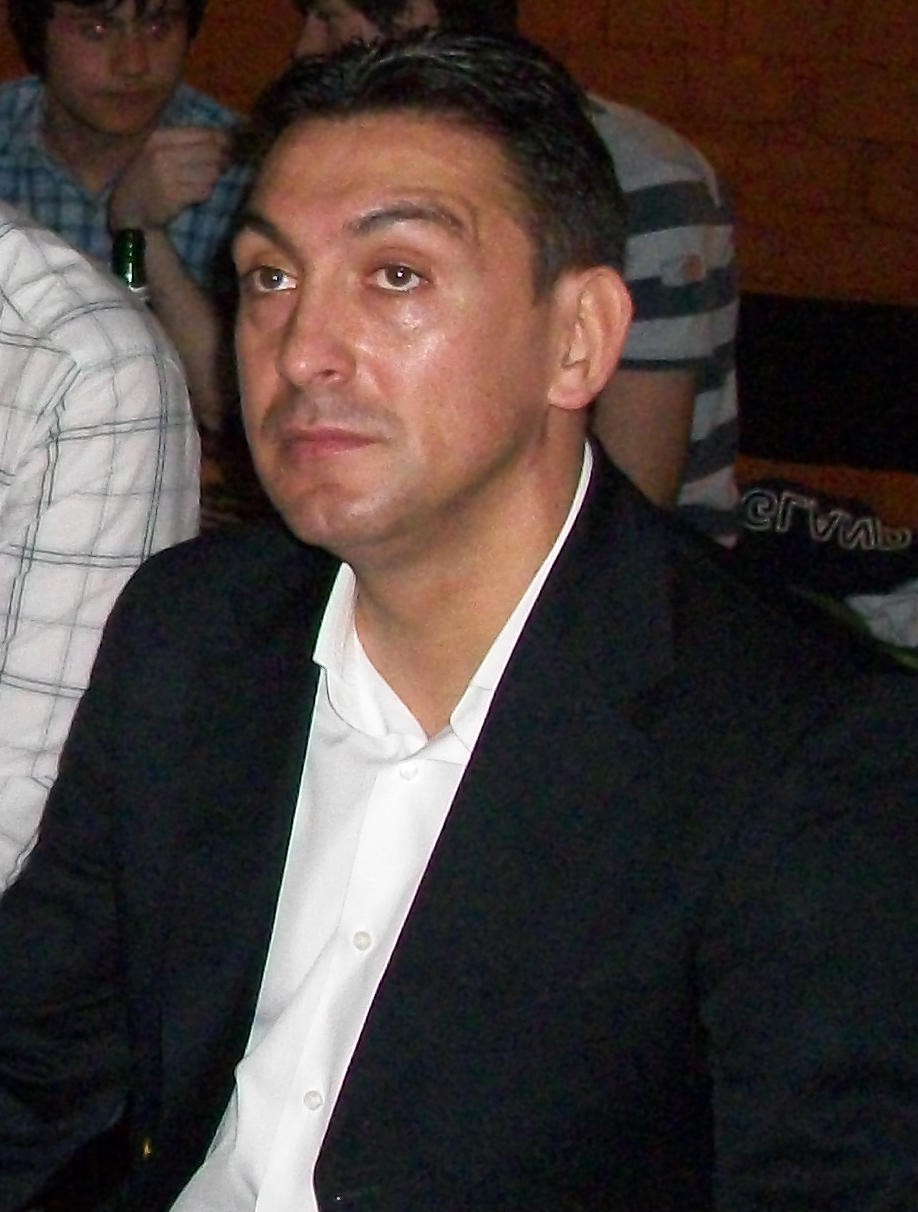
Ilie Dumitrescu
(* 1969)

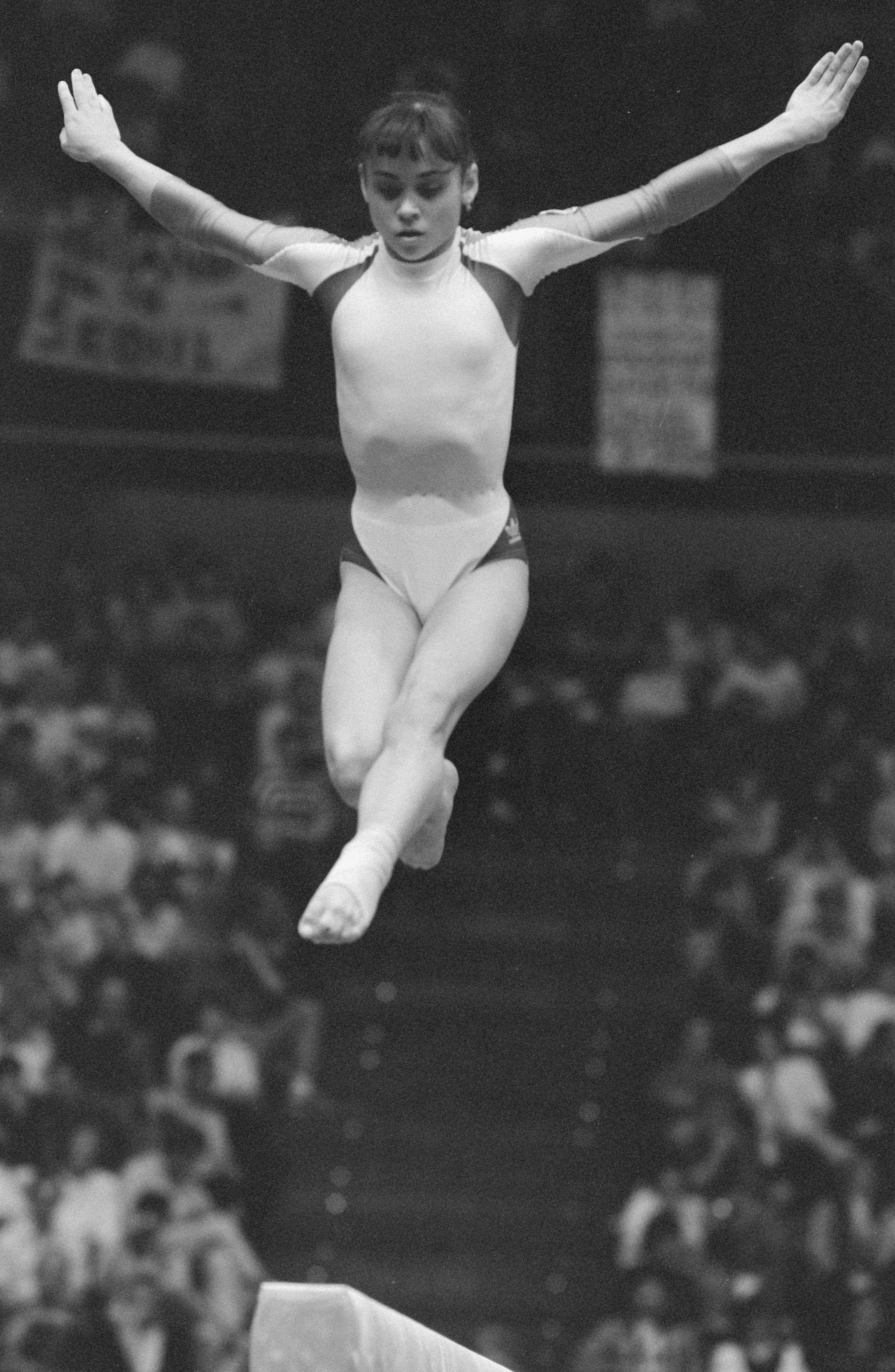
Aurelia Dobre
(* 1972)

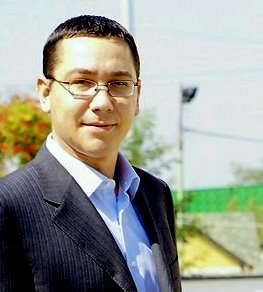
Victor Ponta
(* 1972)

- Ana-Maria Avram (1961–2017), Komponistin
- Alexandru Chiculiță (* 1961), Fechter
- Eugen Mantu (* 1961), Cellist
- Octavian Morariu (* 1961), Rugby-Union-Spieler und Sportfunktionär
- Călin Georgescu (* 1962), Politiker
- Maia Morgenstern (* 1962), Schauspielerin
- Oana Pellea (* 1962), Theater- und Filmschauspielerin
- Sorin Matei (* 1963), Hochspringer
- Marilena Vlădărău (* 1963), Kunstturnerin
- Tudorel Cristea (* 1964), Fußballspieler
- Elisabeta Guzganu (* 1964), Fechterin
- Iolanda Oanță (* 1965), Leichtathletin
- Claudiu Ciprian Tănăsescu (* 1965), Politiker
- Elina Löwensohn (* 1966), US-amerikanische Schauspielerin rumänischer Herkunft
- Mihnea Motoc (* 1966), Diplomat
- Cristian Preda (* 1966), Autor, Philosoph und Politiker
- Valentina Sandu-Dediu (* 1966), Musikwissenschaftlerin
- Oana Solomon (* 1966), deutsche Schauspielerin
- Corina Crețu (* 1967), Politikerin
- Cristian David (* 1967), Politiker
- Silvia Davidoiu (* 1967), Diplomatin
- Florin Niculescu (* 1967), Jazzmusiker
- Dan Petrescu (* 1967), Fußballspieler und -trainer
- Cristi Puiu (* 1967), Filmregisseur und Drehbuchautor
- Dumitru Răducanu (* 1967), Steuermann im Rudern
- Bogdan Stelea (* 1967), Fußballtorhüter
- Nicoleta Alexandru (* 1968), Popsängerin
- Luminița Anghel (* 1968), Sängerin und Politikerin
- Laura Cutina (* 1968), Kunstturnerin, Olympiasiegerin
- Claudia Grigorescu (* 1968), Fechterin
- Daniela Gyorfi (* 1968), Popsängerin
- Daniel Knorr (* 1968), bildender Künstler
- Ioan Lupescu (* 1968), Fußballspieler und -trainer
- Șerban Marin (* 1968), Mediävist
- Şerban Nicolae (* 1968), Rechtsanwalt und Politiker
- Florin Prunea (* 1968), Fußballtorhüter und Sportdirektor
- Adriana-Loreta Stănescu (* 1968), Diplomatin
- Florin Tene (* 1968), Fußballspieler und -trainer
- Luminita Zaituc (* 1968), deutsche Leichtathletin rumänischer Herkunft
- Andrei Alexandrescu (* 1969), Informatiker
- Irinel Anghel (* 1969), Komponistin
- Alina Astafei (* 1969), Leichtathletin
- Ilie Dumitrescu (* 1969), Fußballspieler und -trainer
- Marian Ivan (* 1969), Fußballspieler
- Răzvan Lucescu (* 1969), Fußballtorhüter und -trainer
- Cosmin Olăroiu (* 1969), Fußballspieler und -trainer
- Hagen Rether (* 1969), deutscher Kabarettist und Pianist
- Otilia Bădescu (* 1970), Tischtennisspielerin
- Marian Petrescu (* 1970), Jazzmusiker
- Florin Răducioiu (* 1970), Fußballspieler
- Bogdan Tudor (* 1970), Weitspringer

### 1971–1980

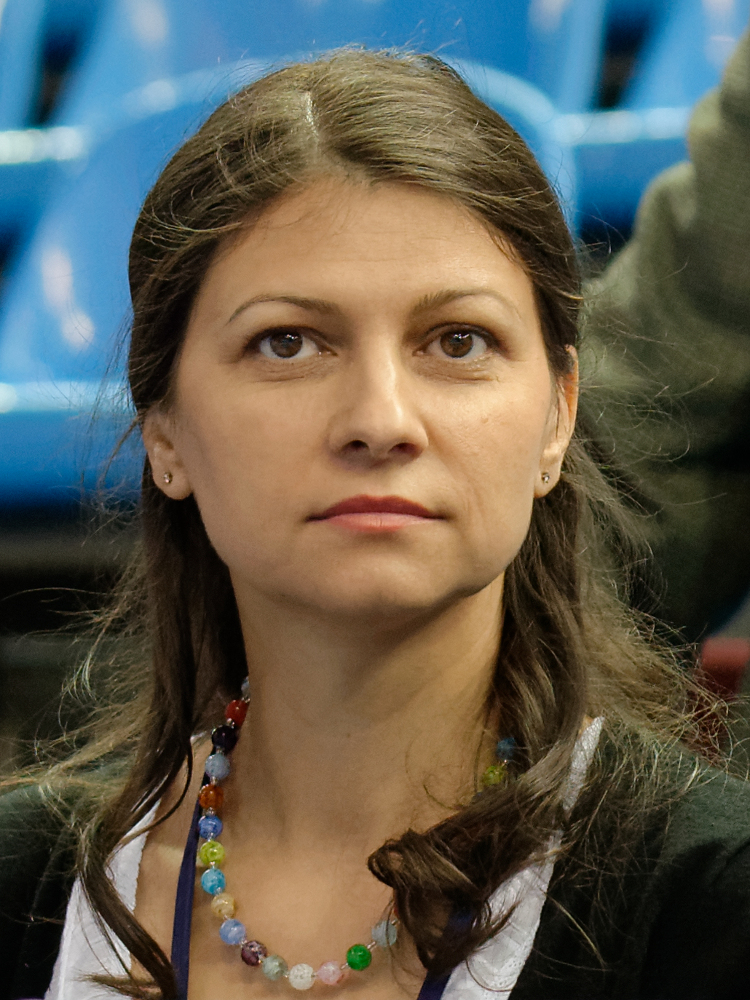
Roxana Scarlat
(* 1975)

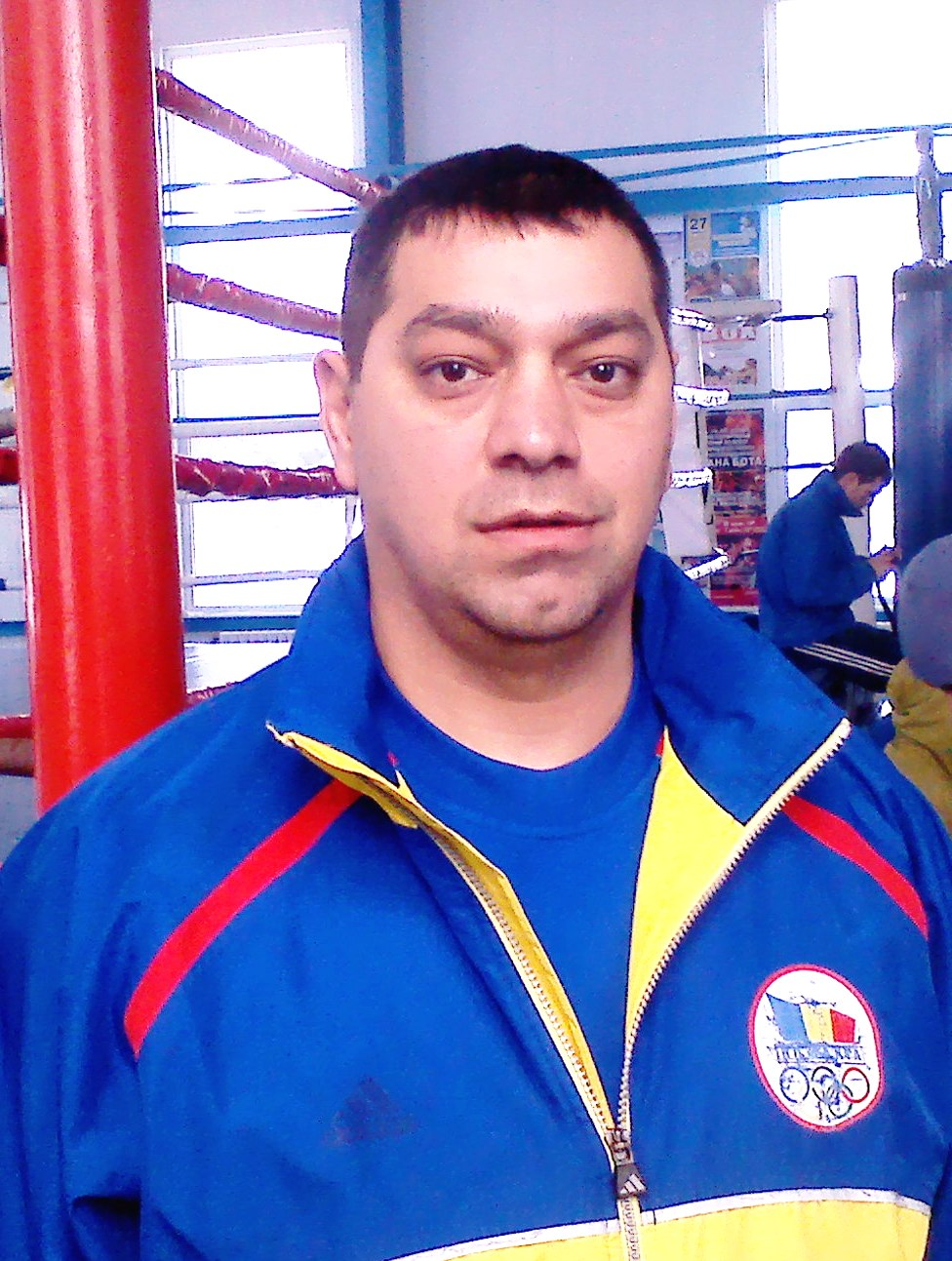
Marian Simion
(* 1975)

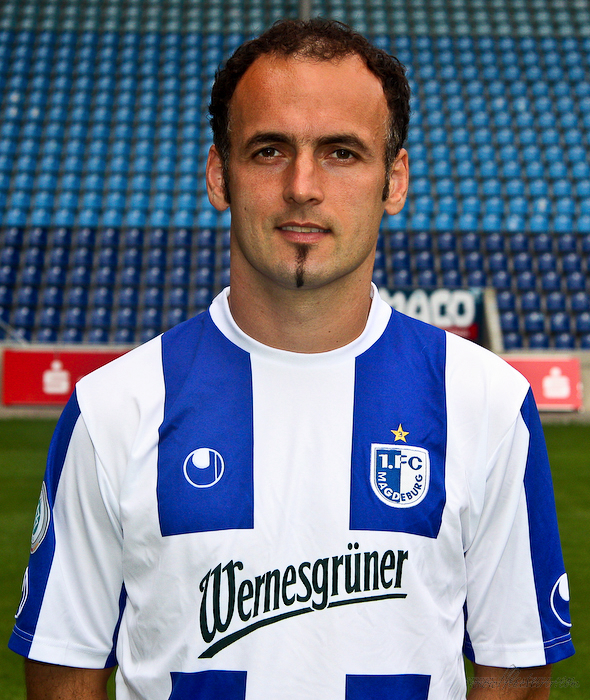
Cătălin Răcănel
(* 1976)

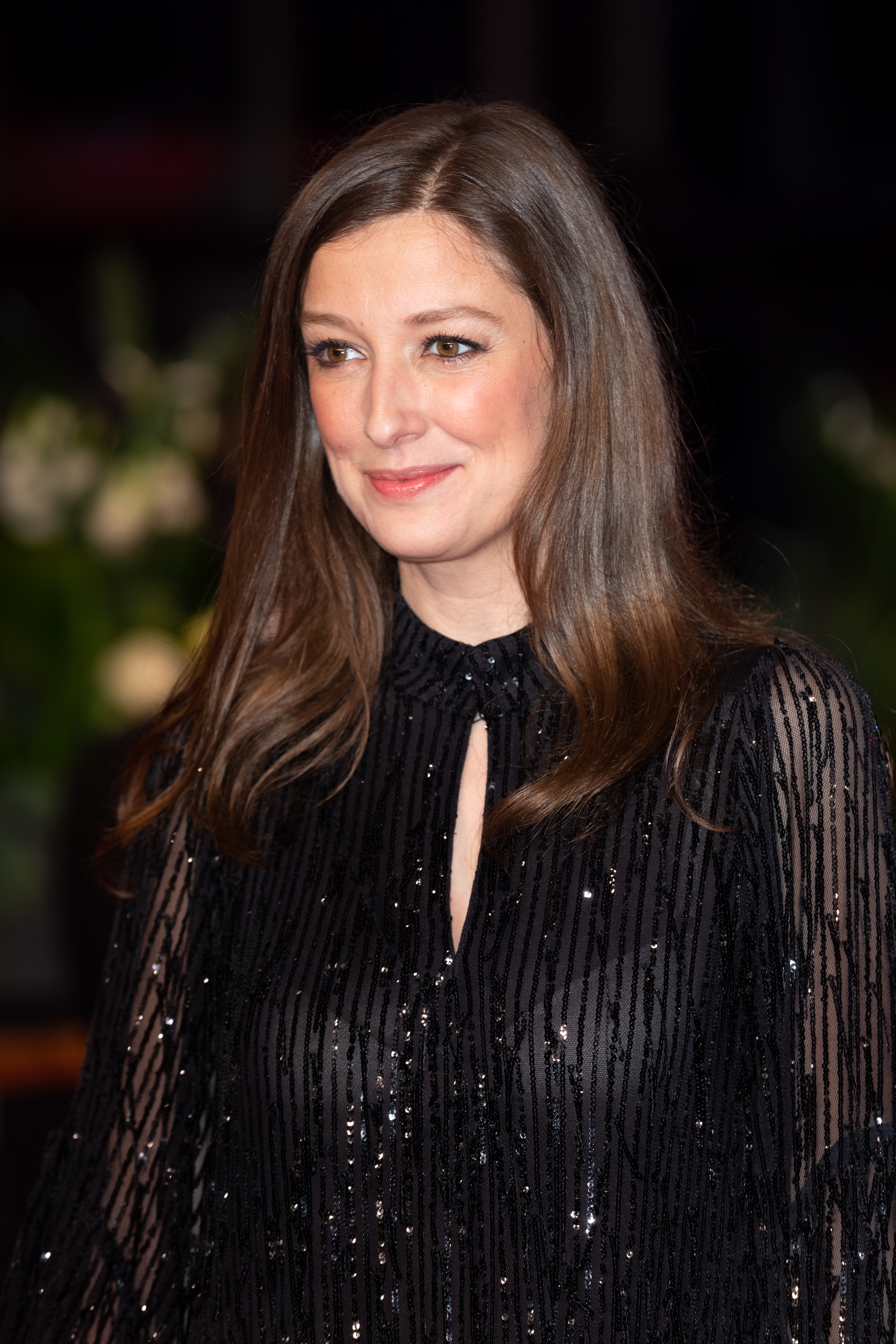
Alexandra Maria Lara
(* 1978)

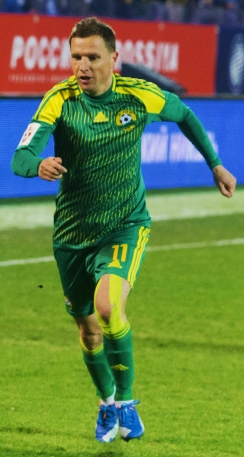
Gheorghe Bucur
(* 1980)

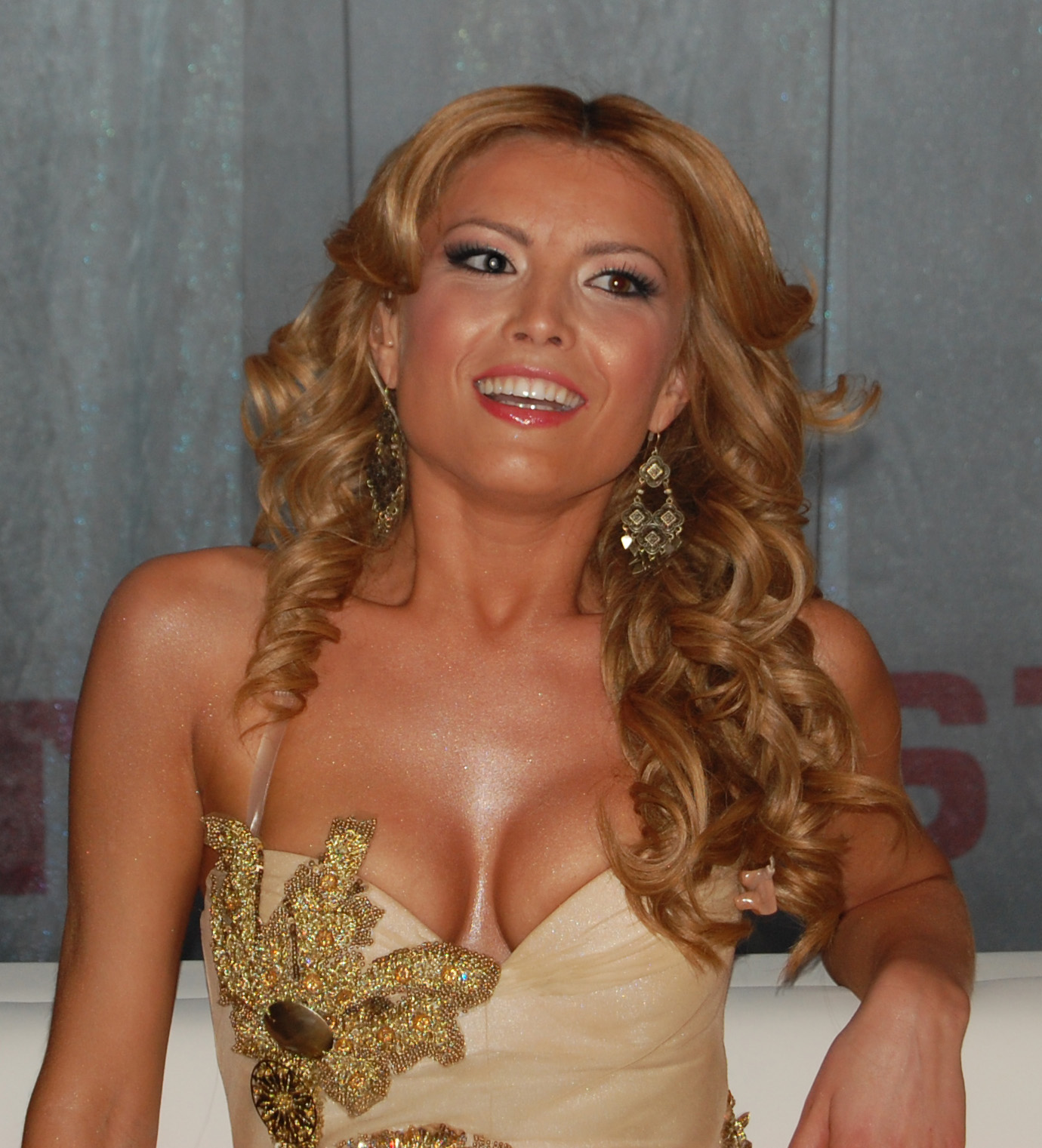
Elena Gheorghe
(* 1985)

#### 1971–1975
- Roxana Briban (1971–2010), Sopranistin
- Emilia Ciosu (* 1971), Tischtennisspielerin
- Eugenia Golea (* 1971), Kunstturnerin
- Rodica Mateescu (* 1971), Leichtathletin
- Marius Șumudică (* 1971), Fußballspieler und -trainer
- Alexandru Tudor (* 1971), Fußballschiedsrichter
- Florin Cîțu (* 1972), Politiker
- Andrei Cohn (* 1972), Filmregisseur und Drehbuchautor
- Aurelia Dobre (* 1972), Kunstturnerin
- Constantin Gâlcă (* 1972), Fußballspieler und -trainer
- Lucian Marinescu (* 1972), Fußballspieler
- Victor Ponta (* 1972), Politiker und von 2012 bis 2015 Ministerpräsident von Rumänien
- Mihaela Ciobanu (* 1973), Handballspielerin
- Rona Hartner (1973–2023), Schauspielerin, Sängerin, Komponistin und Texterin deutscher Herkunft
- Iulian Raicea (* 1973), Sportschütze
- Sorina Ţicu (* 1973), Rennrodlerin, Sportmanagerin, Rennrodel- und Bobsportfunktionärin
- Remus Cernea (* 1974), Politiker
- Medeea Marinescu (* 1974), Theater- und Filmschauspielerin
- Ovidiu Niculescu (* 1974), Schauspieler
- Mălina Olinescu (1974–2011), Sängerin
- Dinu Pescariu (* 1974), Tennisspieler
- Alex Rădulescu (* 1974), deutscher Tennisspieler
- Irina Spîrlea (* 1974), Tennisspielerin
- Manuela Boatcă (* 1975), Soziologin
- Cătălina Cristea (* 1975), Tennisspielerin
- Valentina Farcas (* 1975), Opernsängerin (Sopran)
- Hans-Berndt Neuner (* 1975), Geodät und Hochschullehrer
- Marius Panduru (* 1975), Kameramann
- Roxana Scarlat (* 1975), Fechterin
- Marian Simion (* 1975), Boxer
- Gabriel Trifu (* 1975), Tennisspieler

#### 1976–1980
- Florin Corbeanu (* 1976), Ruderer
- Cătălin Hâldan (1976–2000), Fußballspieler
- Andrew Ilie (* 1976), australischer Tennisspieler
- Florentin Petre (* 1976), Fußballspieler und -trainer
- Cătălin Răcănel (* 1976), Fußballspieler und -trainer
- Dennis Șerban (* 1976), Fußballspieler
- Haiducii (* 1977), Sängerin
- Radu Jude (* 1977), Filmregisseur und Drehbuchautor
- Paul Milata (* 1977), deutscher Historiker
- Cristina Nicolau (1977–2017), Leichtathletin
- Răzvan Sabău (* 1977), Tennisspieler
- Andrei Șerbescu (* 1977), Architekt und Dozent
- Mihai Tararache (* 1977), Fußballspieler
- Alexandra Maria Lara (* 1978), Schauspielerin
- Cătălin Munteanu (* 1979), Fußballspieler
- Epaminonda Nicu (* 1979), Fußballspieler
- Alin Stoica (* 1979), Fußballspieler
- Mircea Bornescu (* 1980), Fußballspieler
- Florin Bratu (* 1980), Fußballspieler
- Gheorghe Bucur (* 1980), Fußballspieler
- Dragoș Coman (* 1980), Schwimmer
- Adrian Duminicel (* 1980), Bobfahrer
- Marian Drăgulescu (* 1980), Kunstturner
- Iulia-Ionela Ionică (* 1980), Schachspielerin
- George Ogăraru (* 1980), Fußballspieler
- Ciprian Petre (* 1980), Fußballspieler
- Maria Popistașu (* 1980), Schauspielerin
- Răzvan Stanca (* 1980), Fußballspieler
- Albert Streit (* 1980), Fußballspieler

### 1981–1990

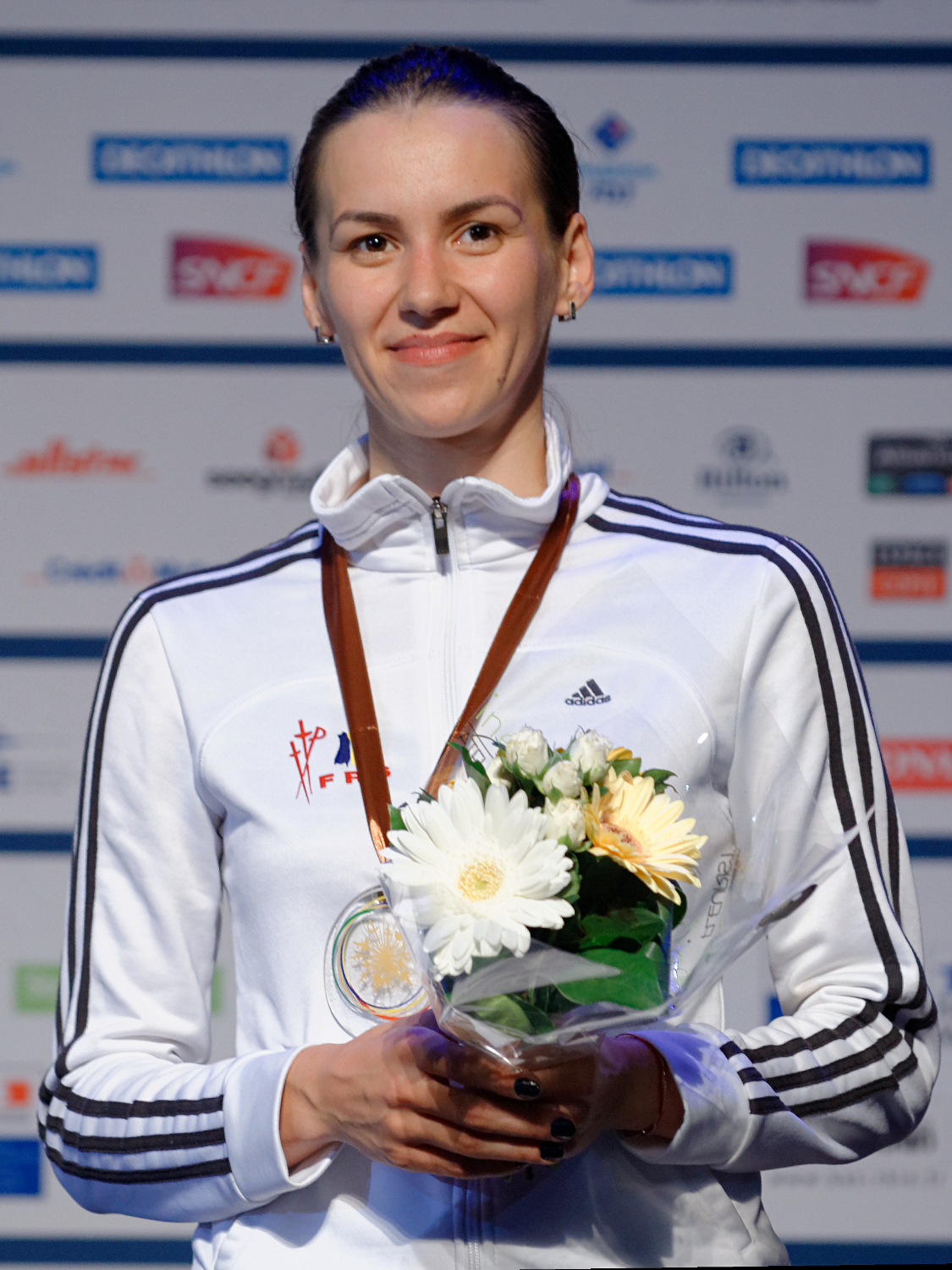
Simona Gherman
(* 1985)

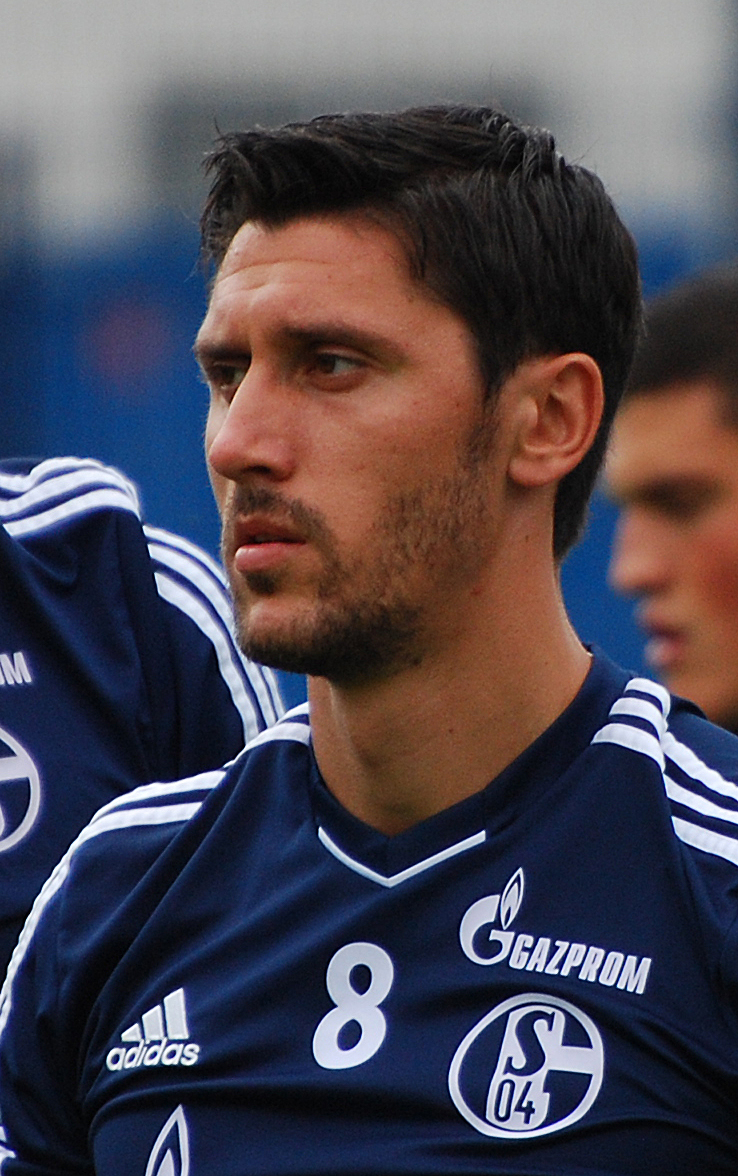
Ciprian Marica
(* 1985)

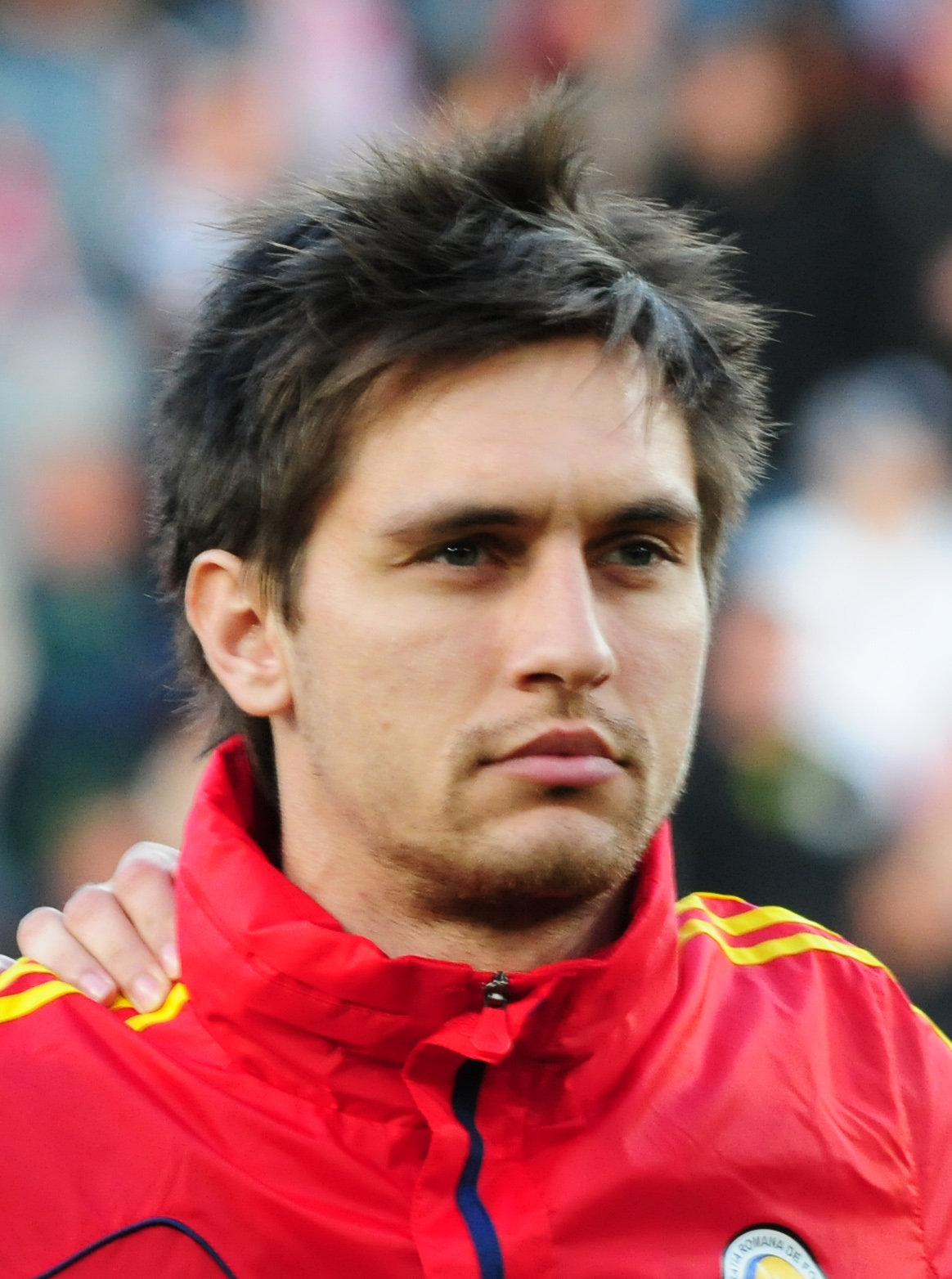
Ciprian Tătărușanu
(* 1986)

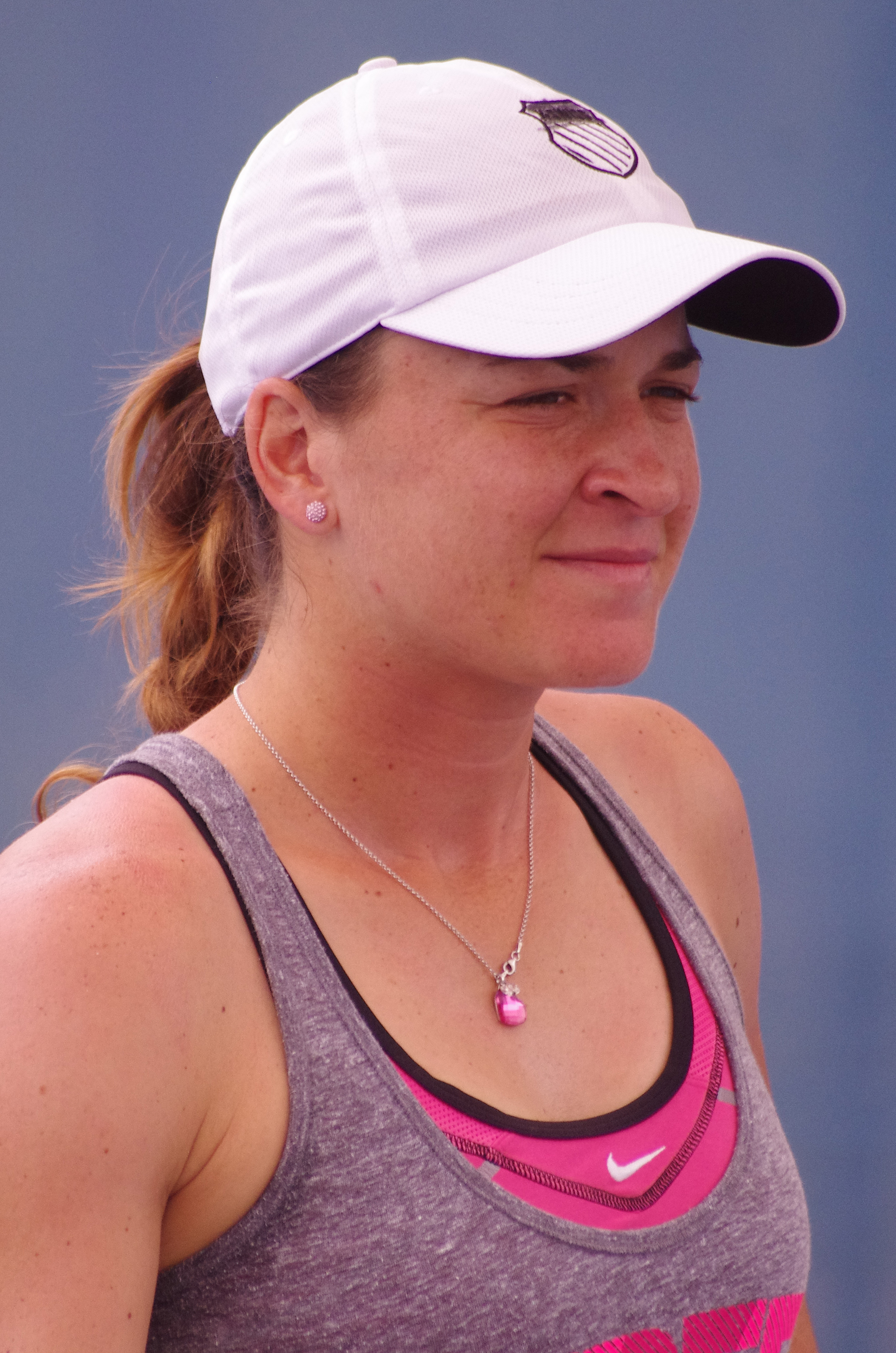
Alexandra Dulgheru
(* 1989)

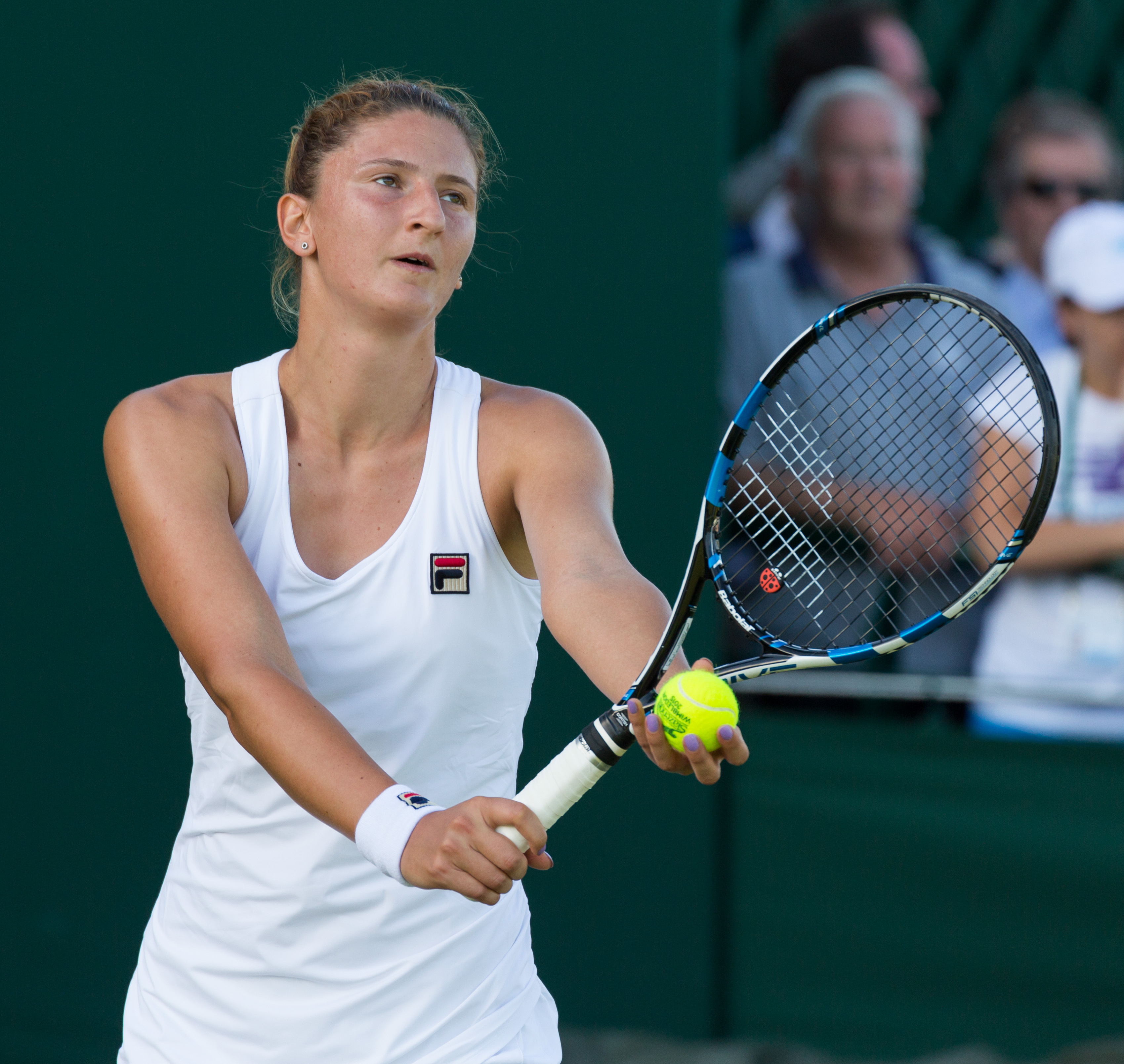
Irina-Camelia Begu
(* 1990)

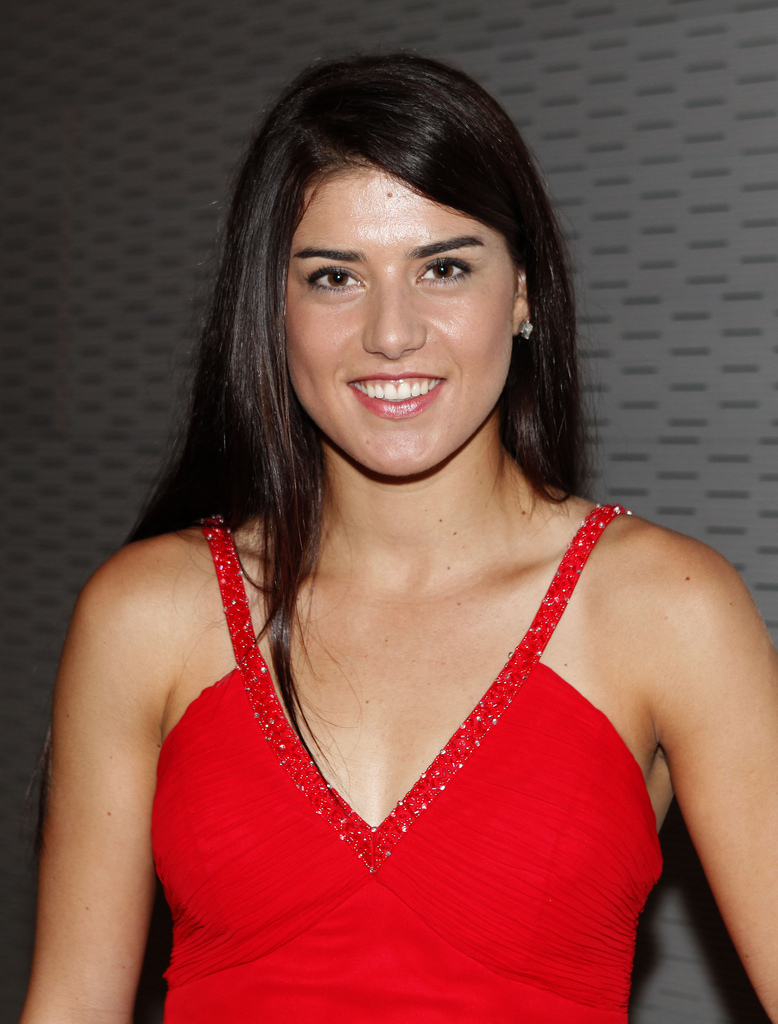
Sorana Cîrstea
(* 1990)

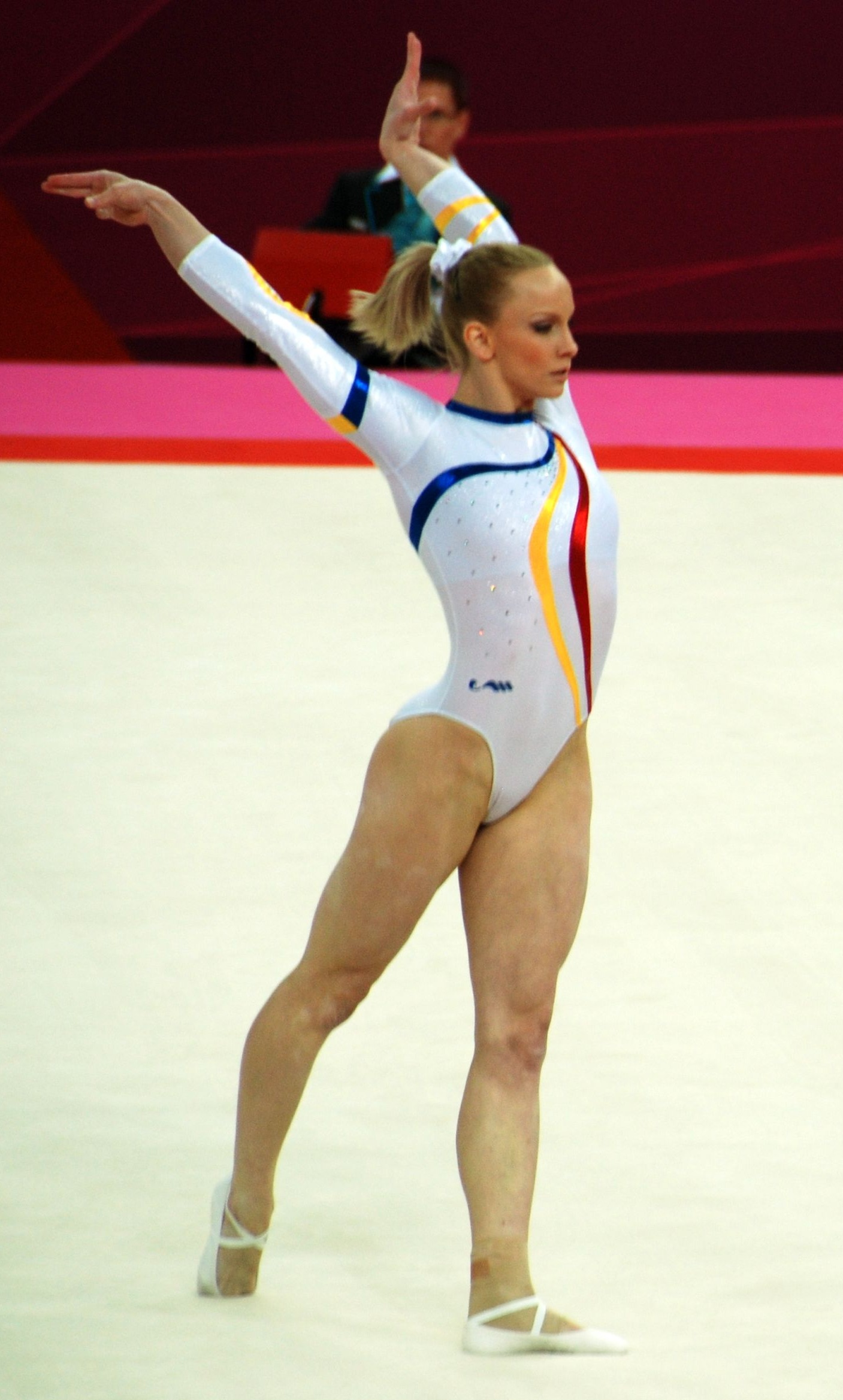
Sandra Izbașa
(* 1990)

#### 1981–1985
- Linda Maria Baros (* 1981), Schriftstellerin
- Adriana Burz (* 1981), Tennisspielerin
- Gabriel Cânu (* 1981), Fußballspieler
- Alina Cojocaru (* 1981), Balletttänzerin und Solistin beim Royal Ballet in London
- George Galamaz (* 1981), Fußballspieler
- Radu Ghinguleac (* 1981), Fußballschiedsrichterassistent
- Simina Grigoriu (* 1981), DJ und Musikproduzentin
- Victor Hănescu (* 1981), Tennisspieler
- Sonia Argint Ionescu (* 1981), Fernsehmoderatorin
- Ana Maria Labin (* 1981), Schweizer Sopranistin
- Costin Lazăr (* 1981), Fußballspieler
- Dorina Mihai (* 1981), Säbelfechterin
- Marius Niculae (* 1981), Fußballspieler
- Răzvan Pădurețu (* 1981), Fußballspieler
- Alex Simu (* 1981), Jazzmusiker
- Eduard Stăncioiu (* 1981), Fußballspieler
- Carmen Voicu-Jagodzinsky (* 1981), Schachspielerin
- Marcel Bîrsan (* 1982), Fußballschiedsrichter
- Marian Cozma (1982–2009), Handballspieler
- Victor Crivoi (* 1982), Tennisspieler
- Alexandra Marinescu (* 1982), Kunstturnerin
- Ionuț Mazilu (* 1982), Fußballspieler
- Valentin Negru (* 1982), Fußballspieler
- Daniel Niculae (* 1982), Fußballspieler
- Dragoș Oprea (* 1982), deutscher Handballspieler und -trainer rumänischer Herkunft
- Radu Petrescu (* 1982), Fußballschiedsrichter
- Ovidiu Anton (* 1983), Singer-Songwriter
- Raluca Ciochină (* 1983), Tennisspielerin
- Andrei Luchian (* 1983), Squashspieler
- Laura Nicorescu (* 1983), Sopranistin
- Claudia Țapardel (* 1983), Politikerin
- Valentin Vornicu (* 1983), Pokerspieler und Mathematiker
- Loredana Boboc (* 1984), Kunstturnerin, Olympiasiegerin
- Loredana Errore (* 1984), italienische Popsängerin
- Mel Gambôa (* 1984), rumänisch-angolanische Schauspielerin, Moderatorin und Produzentin
- Andreea Isărescu (* 1984), Kunstturnerin, Olympiasiegerin
- Ana Maria Popescu (* 1984), Degenfechterin und zweifache Weltmeisterin
- Maria Radutu (* 1984), Pianistin
- Cristian Săpunaru (* 1984), Fußballspieler
- Ionuț Voicu (* 1984), Fußballspieler
- Elena Gheorghe (* 1985), Popsängerin
- Simona Gherman (* 1985), Degenfechterin
- Ovidiu Herea (* 1985), Fußballspieler
- Oana Manea (* 1985), Handballspielerin
- Ciprian Marica (* 1985), Fußballspieler
- Nicolae Mitea (* 1985), Fußballspieler
- Victor Negrescu (* 1985), Politiker
- Marius Pena (* 1985), Fußballspieler
- Silvia Stroescu (* 1985), Kunstturnerin
- Ana Ularu (* 1985), Schauspielerin

#### 1986–1990
- Victor Anagnastopol (* 1986), Tennisspieler
- Hristu Chiacu (* 1986), Fußballspieler

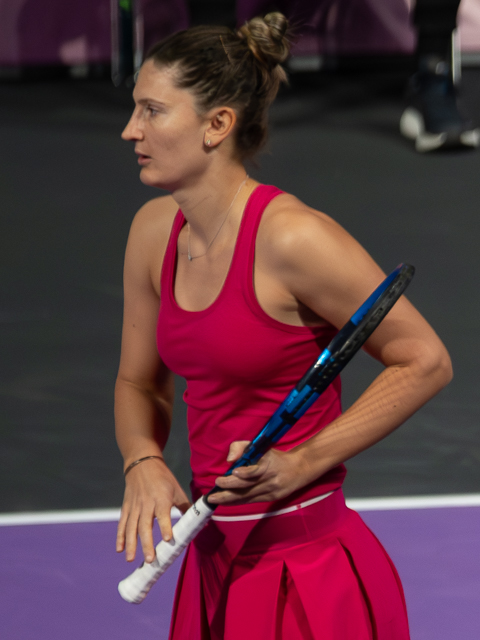
Irina-Camelia Begu
(* 1990)

- Edward Maya (* 1986), Sänger und Komponist
- Nicolae Mușat (* 1986), Fußballspieler
- Ștefan Radu (* 1986), Fußballspieler
- Adrian Scarlatache (* 1986), Fußballspieler
- Ciprian Tătărușanu (* 1986), Fußballspieler
- Black Angelika (* 1987), Pornodarstellerin
- Ingrid Bișu (* 1987), Schauspielerin
- Alexandra Eremia (* 1987), Kunstturnerin
- Viorel Nicoară (* 1987), Fußballspieler
- Florica Leonida (* 1987), Kunstturnerin
- Florin Niță (* 1987), Fußballspieler
- Bogdan Otavă (* 1987), Bobfahrer
- Cristina Pasaroiu (* 1987), Opernsängerin
- Cornel Predescu (* 1987), Fußballspieler
- Mihaela Buzărnescu (* 1988), Tennisspielerin
- Liviu Ganea (* 1988), Fußballspieler
- Michael Herck (* 1988), rumänisch-belgischer Rennfahrer
- Cristina Neagu (* 1988), Handballspielerin
- Laura-Ioana Paar, geborene Andrei (* 1988), Tennisspielerin
- Constantin Popovici (* 1988), Wasserspringer
- Lucian Răduță (* 1988), Fußballspieler
- Roxana Rotaru (* 1988), Langstreckenläuferin
- Anna-Maria Böhm (* 1989), deutsche Schauspielerin, Model und Moderatorin
- Alexandra Dulgheru (* 1989), Tennisspielerin
- Remus Faur (* 1989), Biathlet
- Antonia Iacobescu (* 1989), Sängerin
- Alexandru Ioniță (* 1989), Fußballspieler
- Petru-Alexandru Luncanu (* 1989), Tennisspieler
- Sore Mihalache (* 1989), Schauspielerin, Tänzerin, Dance- und Pop-Sängerin
- Raluca Olaru (* 1989), Tennisspielerin
- Alexandru Stan (* 1989), Fußballspieler
- Marius Alexe (* 1990), Fußballspieler
- Irina-Camelia Begu (* 1990), Tennisspielerin
- Alexandra Cadanțu (* 1990), Tennisspielerin
- Sorana Cîrstea (* 1990), Tennisspielerin
- Sandra Izbașa (* 1990), Gerätturnerin
- Costin Pavăl (* 1990), Tennisspieler
- Esthera Petre (* 1990), Hochspringerin

### 1991–2000
- Andreea Chira (* 1991), Panflötistin
- Alexandra Damaschin (* 1991), Tennisspielerin
- Andreea Grigore (* 1991), Kunstturnerin
- Andreea Mitu (* 1991), Tennisspielerin
- Dănuț Moldovan (* 1991), Bobfahrer

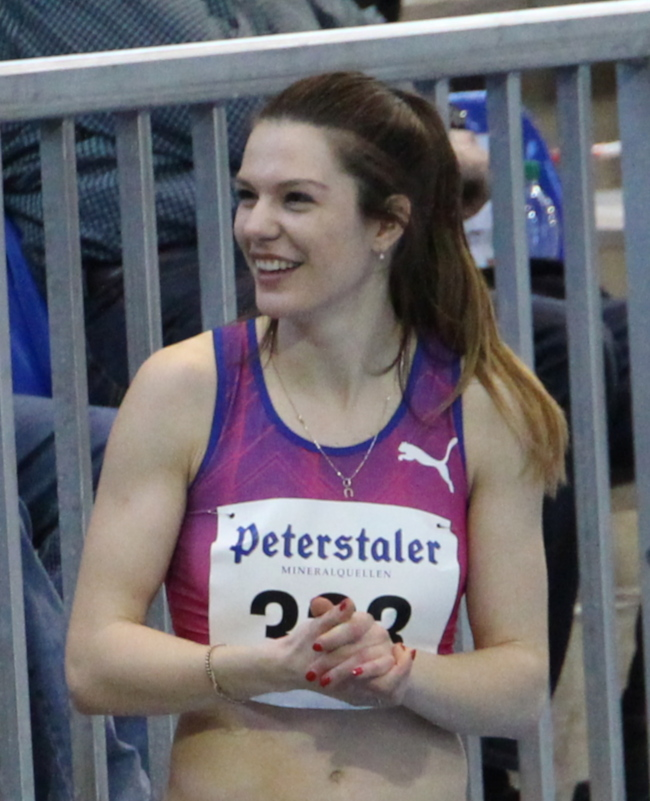
Alina Rotaru-Kottmann
(* 1993)

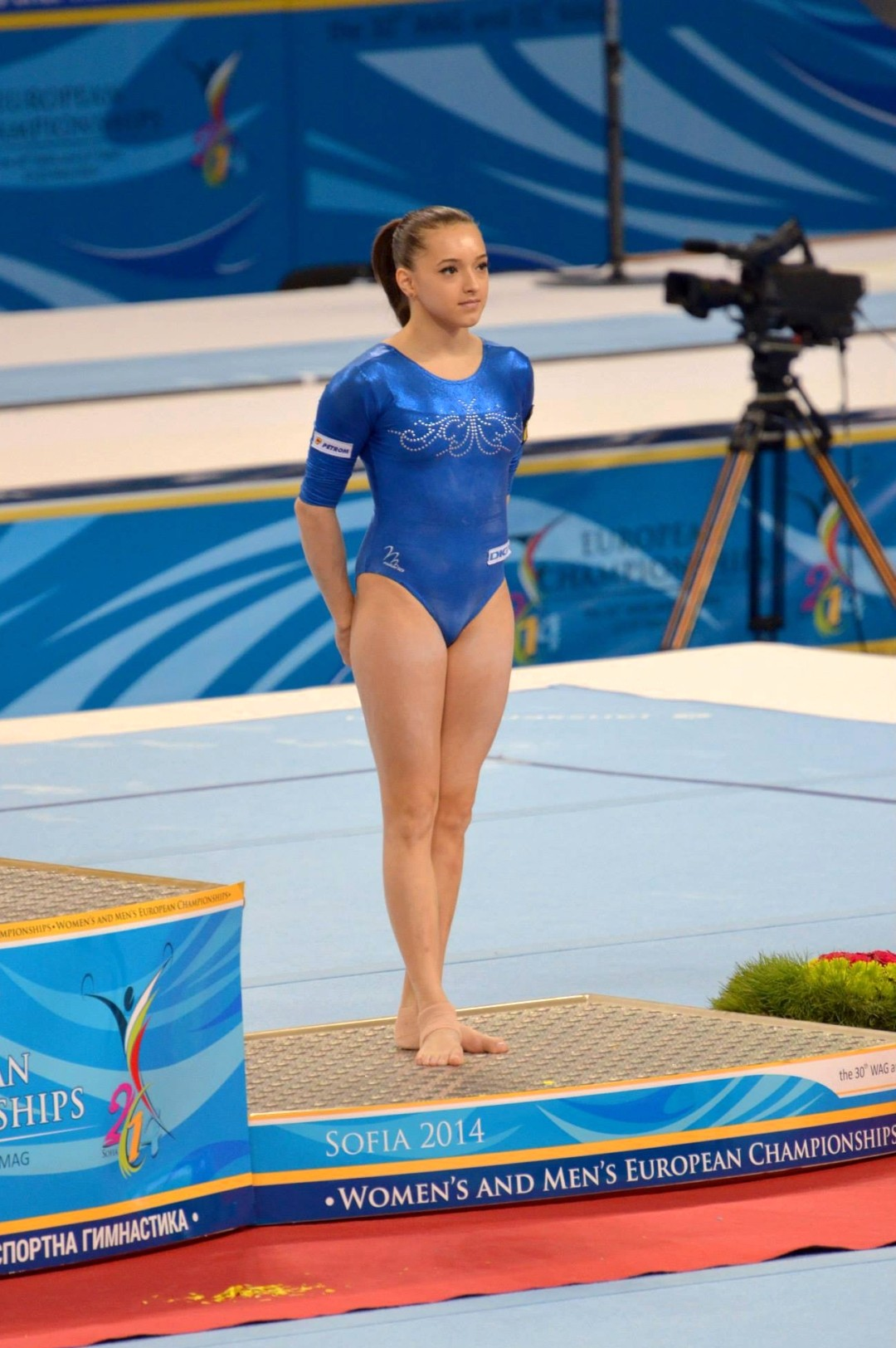
Larisa Iordache
(* 1996)

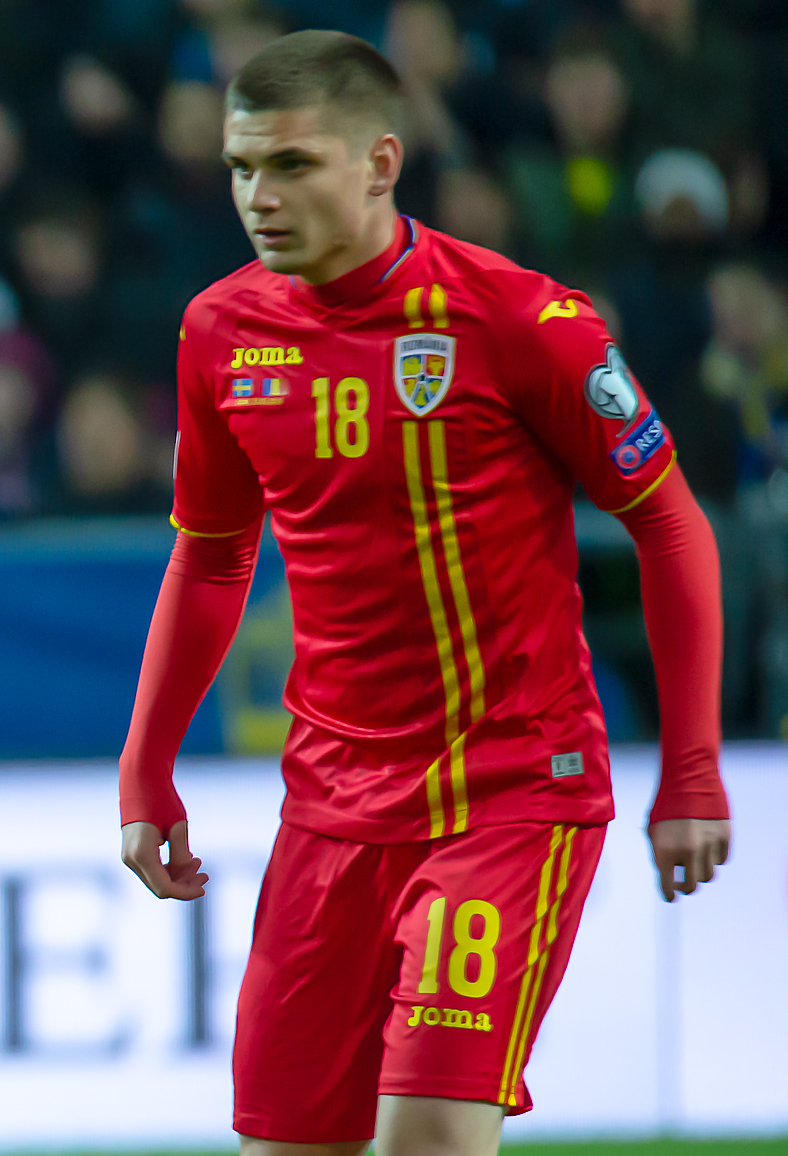
Razvan Marin
(* 1996)

- Claudia Bobocea (* 1992), Mittelstreckenläuferin
- Miriam Davoudvandi (* 1992), Musikjournalistin
- Dan Lăzărică (* 1992), Hochspringer
- Cristina Dinu (* 1993), Tennisspielerin
- Raluca Elena Joițoiu (* 1993), Tennisspielerin
- Alina Rotaru (* 1993), Weitspringerin
- Andreea Grecu (* 1994), Bobsportlerin und Leichtathletin
- Simona Ionescu (* 1994), Tennisspielerin
- Ana Maria Terteleac (* 1994), Fußballschiedsrichterin
- Valentin Cojocaru (* 1995), Fußballspieler
- Mălina Călugăreanu (* 1996, Florettfechterin)
- Ionuț Cercel (* 1996), Sänger und Produzent
- Larisa Iordache (* 1996), Kunstturnerin
- Răzvan Marin (* 1996), Fußballspieler
- Ionuț Nedelcearu (* 1996), Fußballspieler
- Elena-Gabriela Ruse (* 1997), Tennisspielerin
- Marian Tănase (* 1997), Sprinter
- Vasile Usturoi (* 1997), belgischer Boxer
- Gabriel Bitan (* 1998), Weitspringer
- Jaqueline Cristian (* 1998), Tennisspielerin
- Collins Valentine Filimon (* 1998), österreichisch-rumänischer Judoka
- Alexandru Ștefan Ștefănescu (* 1999), Skirennläufer
- Maria Toma (* 1999), Tennisspielerin
- Selma Ștefania Cadâr (* 2000), Tennisspielerin
- Andrei Filip (* 2000), Eishockeyspieler
- Diana Ion (* 2000), Dreispringerin
- Diana Maria Mihail (* 2000), Tennisspielerin

## 21. Jahrhundert

### 2001–2010
- Filip Cristian Jianu (* 2001), Tennisspieler
- Damian Mititelu (* 2001), Hindernisläufer
- Radu Drăgușin (* 2002), Fußballspieler
- Nicholas David Ionel (* 2002), Tennisspieler
- Maria Bisericescu (* 2003), Sprinterin
- Răzvan Doroftei (* 2003), Stabhochspringer
- Rareș Ilie (* 2003), Fußballspieler
- Alexandra Iordache (* 2003), Tennisspielerin
- Maria Mihalache (* 2003), Leichtathletin
- Theodor Andrei (* 2004), Sänger
- David Popovici (* 2004), Schwimmer
- Ioana Zvonaru (* 2004), Tennisspielerin
- Mara Gae (* 2005), Tennisspielerin
- Carmen Andreea Herea (* 2005), Tennisspielerin

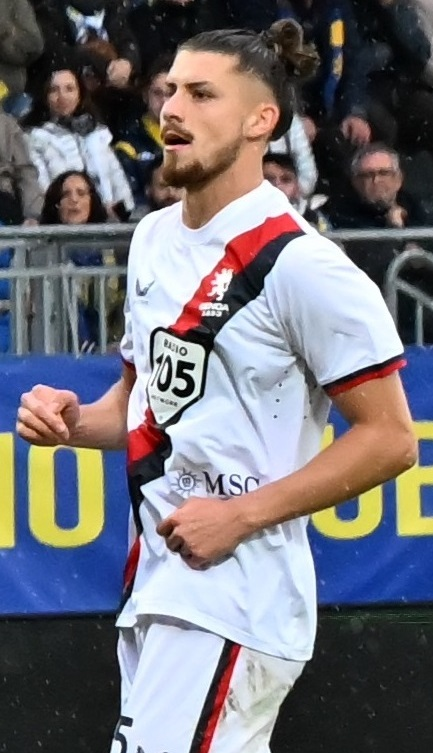
Radu Drăgușin
(* 2002)

- Daria Ștefania Mălăescu (* 2005), Tennisspielerin
- Cara Maria Meșter (* 2005), Tennisspielerin
- Maria Sara Popa (* 2005), Tennisspielerin
- Eva Maria Ionescu (* 2007), Tennisspielerin

## Datum unbekannt
- Ileana Streinu (* 20. Jh.), rumänisch-US-amerikanische Mathematikerin und Informatikerin